# 笑ゥせぇるすまん
- 藤子不二雄（連載） > 藤子不二雄Ⓐ > 笑ゥせぇるすまん
- 藤子不二雄 > アニメ > 笑ゥせぇるすまん
- 藤子不二雄 > 実写 > 笑ゥせぇるすまん

『笑ゥせぇるすまん』（わらうせえるすまん）は、藤子不二雄Ⓐによる日本のブラックユーモア漫画作品、またはそれを原作とするテレビアニメ、ドラマ作品である。本項では原型となる『黒ィせぇるすまん』も解説する。

## 概要
「謎のセールスマン喪黒 福造（もぐろ ふくぞう）が、悩める現代人のちょっとした願望をかなえてやるが、約束を破ったり忠告を聞き入れなかった場合に、その代償を負わせる」というプロットから成る一話完結のオムニバス形式となっている。単行本の発行部数は1999年6月時点で累計350万部を突破している。大人向けの掲載雑誌であることと中年男性をゲストとしている大人向け漫画とされる。
ヒット作が複数ある藤子作品の中ではややマイナーな存在であったが、1989年にテレビアニメ化されたのを皮切りにゲーム化、実写化など各種メディア展開が行われ、知名度を大きく上げることになった。テレビアニメとしては比較的遅い時間帯での放送であったにもかかわらず、当時の小中学生にも人気となった。
読者には、圧倒的な力を持つ者が、毎日を必死で生きる一般人をあらゆる手法で闇に突き落とす、という終始救いのないストーリーが突き付けられるが、一過性のブラックジョークではなく、寓話としての読み取りが可能なようにも作られている。セールスマンである喪黒は客に対して大きな力を与えるが、その代わり客は一定期間などの条件付き、あるいは生涯を通して契約を守る必要が生じてしまう。多くのエピソードが、客が喪黒と交わした約束を破ったり、喪黒からの忠告を聞き入れなかったことから破滅を迎え、喪黒が客の素行に対して呆れるという構成になっている。しかしその一方で、喪黒が、自分との約束を破ったと客を断じる理由には強引なものが散見され、客の自業自得ではなく、喪黒自身がヤクザ紛いの手法で因縁を付けて客を破滅に追い込むことも珍しくない。その事は、アニメ版第56話「極楽風呂」のラストシーンでの喪黒の台詞（「あたしだって、たまにはいいことするんですよー！」）からも明らかである。この作品では、様々なエピソードを通して、人間が社会生活を営む中で露見しないよう包み隠している、いい加減さ、愚かさ、醜さ、弱さなどの負の部分をあらゆる側面から暴き出し、最も醜悪な形で視聴者の眼前にぶちまける。

## あらすじ
老若男女、この世は心の寂しい人ばかり。そんな心の隙間を埋め、あらゆる細やかな願いごとをボランティアでかなえるセールスマンがいた。その名は喪黒福造。喪黒は黒ずくめで常に笑みを浮かべる不気味な雰囲気を醸し出し、「お客様」に該当する人物を見つけると、その「ココロのスキマ」を埋めるためのサービスを提供し、それに伴う「約束事」を厳守するように促す。提供されたサービスを実行し、その「ココロのスキマ」が埋まると、「お客様の満足」となって喪黒の報酬となるのである。
しかし、喪黒は約束を破る、欲張って更なるサービスを要求するなどの行為をする「お客様」に対して「契約違反」とみなし、ペナルティとして顔面を指差す「ドーン!!!!」の術（実質的な賠償請求）で破滅に追いやる。このパターンが本作品の典型的なオチとなっており、客の末路を見届けた喪黒の一言と「オーッホッホッホッホッ…」という高笑いで物語が締めくくられる。喪黒自身は客の末路に対しては関知しない姿勢である。
破滅後の末路は客によって多種多様であるが、財産的、精神的、社会的な破滅に見舞われるというパターンが多い。ただし、第三者の悪意によって台無しになった場合はそのサービスを復活させ、悪事を働いた第三者に代償を払わせることもある。また、客との約束事には喪黒自身も含まれており、約束を守れなかった場合は例え喪黒であっても代償を払わなければいけない。
ごく少数ながら、喪黒の忠告や約束を守った客や、喪黒が与えた願望の結果が、客観的に見れば破滅的なものであっても（当人にとっては十分な幸せだったり、一時の夢を見られた為）素直に受け入れた客も存在し、そういった者は破滅せずに引き続き現実世界で無事に生活している（「夜行列車」、「大変愛」、「離婚倶楽部」など）。さらに喪黒の方が約束を破ってしまい、喪黒自身が「ドーン!!!!」の代償を払う形でなりふり構わず約束を守る話もある(「ワニオの怪奇料理」)。原作者の藤子不二雄Ⓐによれば「一見悲劇的に見えても本当に悪い結果であるとは言い切れず、客にとってはむしろ喜ばしい結果とも言える」というパターンもあるとのこと。
また「お金は一切いただきません」とボランティアをモットーとしているが、話によってはお金を取ったこともある（アニメ第7話「ナマケモノ」、『NEW』第12話「ニッポン海外旅行」。ただしそのお金は最終的には寄付している）。

## 登場人物

### 主要人物
喪黒福造（もぐろ ふくぞう）
声 - 大平透（アニメ第1作、CM等） / 玄田哲章（『NEW』）
演 - 伊東四朗（テレビ朝日版）、秋山竜次（配信オリジナル版）
本作の主人公。黒いスーツに黒い帽子を着用した、黒ずくめの男性。常に垂れ目で笑みを浮かべており、「オーッホッホッホッホッ」と笑うのが特徴。一人称は「私」で、敬語で話す。
肩書きはセールスマンだが、取り扱う品物は「人間の心」であり、仕事内容も「お客様」の「心の隙間をボランティアで埋める」というもの。ボランティアであるため、金銭は一切徴収しない。
バー「魔の巢」の常連であり、そこへ客となった人物を連れ込んでセールスを持ちかけることが多い。知識の幅は凄まじく広く、一般的な知識から雑学や歴史、海外の事情にも詳しい。人脈も広く、女優、一流格闘家、プロスポーツ選手、裏社会にまで至る。
神出鬼没で、セールスの標的は不特定多数。身近にいる人物が「心の隙間を持っている」と観察すると、徹底した周辺調査を開始。一定期間の内偵を通してターゲットの調査を行い、その人物を客とみなして接触し、適切なサービスや商品を提供してトラブルの解決に導く。喪黒にとっての報酬は「お客様の満足」というものであるが、それは同時に「満足したら、それ以上のサービスを要求してはいけない（1度きり、週ないしは月1回、時間などの制限を設けている。人材サービスの場合は、その人材へ接触する際の許容範囲などもある）」という意味での約束や忠告も兼ねている。しかし、多くの客はサービスにはまって自制が効かなくなった結果、約束を破ったり、欲張ってサービスの追加を要求するなどしてしまうため、そういった「契約違反」を働いた客に対しては容赦なく制裁を下す。あるいは、契約違反では無いが喪黒のサービスに酔い過ぎて自制が効かなくなり、勝手に自滅するパターンもある（この場合は「あまり調子に乗っていると酷い目に遭うかもしれない」と言った気遣いに近い忠告をする）
決め台詞は、人差し指で相手を差しながら言い放つ「ドーン!!!!」。これは、決断がつかない客に気合いを入れるためのものであるのと同時に、契約違反とみなした客に対してペナルティを科すために言い放つものであり、ほとんどが後者で用いられる。また、「ユスリの落とし穴」ではチンピラを追い払う等で護身用に用いることもある。
基本的なパターンは上記の通り「客の望むものを与えるが約束事や忠告も与え、それを破った客に制裁して破滅させる」ものだが、話によっては大事な約束事を後出しで取り付けたり、そもそも約束や取引もせず一方的にゲストキャラを巻き込んで破滅させるものもある。逆に破滅したように見えて、客自身は満足いく結果となった例もある。
喪黒の容貌はタレントの大橋巨泉をモデルにしているが、アニメ版は大橋が司会のバラエティ番組『ギミア・ぶれいく』の枠内で放送されていた。原作者の藤子Aと親交があった大橋は、モデルが自身であることを2005年放送の『トリビアの泉 〜素晴らしきムダ知識〜』で取材を受けるまで知らなかったという。同番組には藤子Aも出演し、その折に「喪黒には雇い主が存在し、資金や権力はその雇い主から提供されている」ことを明かしている。
本編には登場しないが、弟に福次郎がおり、『喪黒福次郎の仕事』でその活躍が見られる。
マスター
演 - 芦田伸介（ドラマ版『夢に追われる男』） /  藤村俊二（テレ朝ドラマ版）
バー「魔の巢」のバーテンダー（初期はSNACK魔の巢。途中からBAR魔の巢。）。普段は一切言葉を発しないが、原作の「夢のあと」では1度だけ言葉を発する描写が存在する。また、アニメ版の「切る」や「夜行列車」、「ホームレスのすすめ」では、バー「魔の巢」以外でカメオ出演も果たしている。単発アニメになってからはよく皿をふいているが、喪黒が気になることを言うと手が止まる。
外伝『喪黒福次郎の仕事』の第3話「微笑みの仮面」にもよく似た人物が登場するが、店名は「MANOS」となっている。
SP「湯けむり哀歌」では、旅館内に「魔の里」というバーがあり、そこでは彼そっくりの人物（頭頂部は禿げている）がマスターをしている。
SP「春の特大号」では、喪黒により皿回しが得意であることが明かされ、両手と片足で計3枚の皿を回し続けている。
SP「年忘れ特大号」では、喪黒と一緒に雪国で喪黒と自身の雪だるまを作り、「邯鄲の夢枕」では「魔の巢」を探している客を道案内として誘導、「オールド・シネマ・パラダイス」では運転手として登場した。

### 「お客様」と関係者
「お客様」は基本的には1話限りの登場だが、ここでは2話以上に登場した人物を記述する。
頼母雄介
声 - 柴田秀勝、ドラマ版 - 林隆三
「たのもしい顔」（原作第9話、アニメ第1話、ドラマ版最終話）に登場。
とある会社で課長（アニメ版では部長）を務めている。若い頃から芦田伸介似の顔立ちをしており、周囲からは常に頼りにされているも、それが自身にとってはストレスになっていることを喪黒に打ち明ける。
原作とドラマ版では1話限りの登場だが、アニメ版ではその後もたびたび登場している。
鳴金
声 - 大木民夫
第53話「自画自賛」にて初登場。喪黒の知り合いで、ある企業で権力を握っている人物。
喪黒の顧客のスポンサーや得意先として登場し、時折、無自覚に客を破滅、または喪黒に引き合わせる役を担うことがある。
鬼田
声 - 加藤精三
第SP話「雪山惨歌」に登場する漫画の編集長。鬼を思わせる強面の人相に、角が生えたような独特の髪型をしている。足が非常に速い。
第83話「看板ガール」、アニメSP「湯けむり哀歌」にも登場。
かなこ
声 - 小原乃梨子
第91話「夜行列車」、年忘れ特大号「下り電車への招待」に登場した、居酒屋「かなこ」の美人女将。未亡人で、独りで店を切り盛りしている。
「夜行列車」では、小宮の人柄に惚れ内縁関係を持つまで至ったが、結局小宮は家族を捨てきれず、自宅へ戻った。
「下り電車への招待」では、店を訪れてきた夢野に惚れ込まれるも、最後は夢野の将来を憂いたかなこが、店の常連客に頼んで店から追い出し、無理矢理東京へ帰らせた。
以上の2話のエピローグでは、喪黒が「お客様」を乗せた機関車列車で去っていき、「心の隙間を埋めるのにも少々疲れました」と締める。「夜行列車」では、過去のエピソードに登場した客を含むサブキャラクターが多数乗車している。
小宮友雄（漫画版：別野仁生）
声 - 小林清志
41歳のサラリーマン（漫画版は54歳）。第91話 「夜行列車」に登場。
家族との関係は冷え切っており、どこかで新しい人生を始めたいと密かに考えていたが、覚悟が出来ず悩んでいた所で喪黒と出会い、夜行列車に無理やり乗車させられた。
途中で降りた駅近くの小料理屋の女将であるかなこと出会い、彼女と新しい生活を始める。そんな折、再び喪黒が現れ「長期間家族に連絡していないのなら電話するように」と忠告される。
忠告を聞き家族に電話するが、妻は倒れて入院し、娘だけが家にいる状態で、娘に泣きながら帰ってきて欲しいと懇願された結果、今の幸せを捨てて家族の元へ帰る決意をする。
去り際に「しばらくの間楽しい夢を見させてくれてありがとう」と言っており、引き際を弁えた。「甘い夢は所詮覚める」と理解していたようであり、喪黒は何の危害も加えなかった。喪黒の忠告を最後まで聞き入れた唯一の客である（しかし、それでも例外なく喪黒に「ドーン!!!!」された）。
浦成平一
声 - キートン山田
サラリーマン。第2話「イージードライバー」と第52話「安心カプセル」に登場したお客。初登場時では44歳だったが、第52話の時点では51歳になっている。
運転免許を取得しようと自動車教習所に通っていたが、なかなかうまくいかず、途方に暮れていた最中に喪黒と出会う。喪黒による運転の個人レッスンを受けた後、バーで酒を飲んで高揚とした気分の中、喪黒に勧められるままトラックを盗み飲酒運転を働き、町中をパニックにしてしまう。エピローグでは去っていく喪黒の背中に、彼が犯した交通違反がテロップとして列挙された。
52話では無事に免許を取得して中古車も購入したが、2話での一件で周囲から白い目で見られるようになり、自宅にも帰りづらくなったため、安心できる場所を求めて車上生活をするようになる。しかし愛車が壊れてしまい、落ち込んでいたところで喪黒と再会し、外界から遮断された特殊なカプセルに半ば強引に押し込められてしまう。カプセル内は確かに安心できる空間だったが、時間を忘れて眠り続けたために、目を覚ましてカプセルから出た時には非常に長い時間が経過しており、街は荒廃して自分以外の人類が滅亡していた。

### 藤子不二雄Ⓐ作品からのゲストキャラクター
襟戸勉（えりと つとむ）
声 - 塩屋翼
1990年1月23日の第SP話「ユスリの落とし穴」に登場。
藤子不二雄Ⓐの作品『喝揚丸ユスリ商会』に登場した名前と年齢はそのまま流用し中身は荒井をモデルとした28歳のエリート商社マン。
珍奇堂店主
声 - 渡部猛
「妖しいアンティーク1、2」、「大変愛」に登場。
藤子不二雄Ⓐの作品『ブラック商会変奇郎』に登場する主人公・変奇郎の祖父・変奇左エ門がモデル。原作同様、骨董品店「変奇堂」を営んでおり、昔の品物や歴史から姿を消した物、はたまたいわくつきな商品を高額で販売している。
ただし、店の名前が変奇堂から珍奇堂に代わり、店主の頭髪などは白髪から黒髪に変更されている。喪黒からは「珍奇堂のオヤジ」と呼ばれている。
また、今まで喪黒が取り扱った商品もここで取り扱っている。
柿田アゲル（かきた あげる）
声 - 松岡洋子
1991年9月3日の第SP話「ワニオの怪奇料理」に登場。
藤子不二雄Ⓐの作品『黒ベエ』に登場した12歳の小学生。あだ名は「かきアゲ」。基本的に気弱で泣き虫な性格。
実家が料理屋のために金魚以外のペットが飼えず、同級生のゴリオが飼うブルドッグに脅かされて逃げる最中に喪黒と出会う。
ペットを飼うことを禁じていた両親を説得した喪黒からワニをプレゼントされ「最後までかわいがるように」と約束される。
そのワニを「ワニオ」と命名してかわいがっていたが、ある出来事がきっかけでゴリオの父親からワニを没収された挙句、料理人の父親に捌かせようとするという、嫌がらせのような宣告を受けてしまう。
それでも、喪黒の約束通りワニオを最後まで諦めずに想い続けていたため（捌かれる当日もゴリオ一家の門前に立っていたほど）、その様子を見て心を痛めた喪黒による「影写しの術」でゴリオ一家から解放されたワニオと再会して喜ぶ。
術の影響で、巨大化して言葉をしゃべるようになったワニオにも驚かないという一面がある。
ワニオ
声 - 大平透（喪黒が行った「影写しの術」影響時）
1991年9月3日の第SP話「ワニオの怪奇料理」に登場。
『黒ベエ』に登場したカイマン種のワニ。ペットを飼うことを禁じられていた柿田少年が喪黒から提供されたワニで、紆余曲折あって料理されかけたが、喪黒の「影写しの術」により、逆に喰おうとした人物を「料理」してしまう。
この回では柿田少年とワニオの幸せな様子を見届けて、いつものように「オーッホッホッホ…」と去っていこうとした所、急にただならぬ気配を感じて、笑いを止めるという形で後半の展開に続くという手法がなされている。
今仁 見手郎（いまに みてろう）
声 - 田中真弓
1992年7月7日の第SP話「今仁見手郎の秘密復讐計画表」に登場。
『黒ベエ』に登場したスズキミチオをモデルとした人物でメガネを掛けた内向的な性格の12歳の小学生の少年。クラスメイトのガマグチやモンキーからは会うたびに馬鹿にされたりいじめられている。しかしそれは表向きで、自分に対していじめ等の酷いことをしてきた相手（猫のドラや土佐犬のドスといった動物も例外ではない）に対して密かに処刑や復讐を実行する極めて冷酷かつ狡猾な性格の持ち主。
自らに危害を加えた相手の行動を事細かにメモして黒星を付け、黒星が一定数に達した場合にはあの手この手で復讐行為を行い、仕上げに復讐した証として復讐相手を魚拓にする。逆に親切にしてくれた人物には白星を付け、特にクラスメイトのシル子からよく気にかけられており、彼女に密かな好意を寄せている節も見られる。
ドラに顔を引っ掻かれた所を喪黒に助けられ、白星をつけたが、ドラへの復讐行為を行った際に喪黒の妨害を受けさらに自分の計画を知られたことで、一転して要注意人物とみなして黒星をつける。その後、花火大会当日に喪黒に罪を着せるために彼に変装しながらガマグチやドス、またその飼い主である井戸野夫人を襲い、最後に自宅に侵入した喪黒と対峙。ショット式の銛で仕留めたかに見えたが、喪黒はストックしていたスチール製の名刺が防弾チョッキ代わりになっていたことでダメージがなく、最後は喪黒のドーンを受け、復讐してきた相手と同じような魚拓にされてしまった。
茂手内 蛾次郎（もてうち がじろう）
声 - 山口勝平
1993年4月6日の笑ゥせぇるすまん春の特大号「大変愛」に登場。
ハート型の頭をした17歳の男子高校生（客の中で唯一の高校生）。少女漫画を読み、クラスメイトや喪黒からは名字を「もてない」とからかわれる。
『藤子不二雄Ⓐブラックユーモア短編』1977年作品『大変愛』の主人公。
大仁 芳雄（おおひと よしお）
声 - 堀之紀
1993年4月6日の笑ゥせぇるすまん春の特大号「何もしない課」に登場。『なにもしない課』に登場した天野をモデルとした34歳のサラリーマン。
佐木 キザオ（さき きざお）
声 - 二又一成
「ブルー・アイ・ジャパニーズ」、「ザ・ガードマン」他に登場（スターシステム）。
『無名くん』をはじめ、『ミス・ドラキュラ』、『旦ベエ』、『憂夢』などに登場したスターシステムキャラクター。基本的に「お客様」に選ばれることはなく、「お客様」の同僚、エキストラとしての出演が多い。

## 喪黒福造とそのセールス
喪黒は「魔の巢」というバーの常連であることと、小田急電鉄沿線に在住していること以外、私生活はすべてが謎に包まれている。作者の藤子A曰く喪黒兄弟は「人間ではない存在」だといい、前身作『黒ィせぇるすまん』の制作時には「ファウスト」に登場する悪魔メフィストフェレスのイメージで怪奇なキャラクターを考え、喪黒福造を登場させたという。
喪黒は客のつかの間の夢や潜在的願望を叶えてやるためのサービスを提供する。これには物品を伴うこともある。金銭は一切要求しない代わりに、客に守るべき条件を提示したり、後から忠告を加える。
「お客様」の対象になる人物は老若男女問わず幅広いが、その性格はほぼ共通して周囲に馴染めず孤立しがちな人物がターゲットとなる。なお、対象になる人物の外見には例外が無く、中肉中背のブ男から美男、美女と様々である。
喪黒はセールスマンという名目上、常に敬語で話し、基本的に表情を変えることもなく笑みを浮かべている。客には背後から「もしもし…」と声をかけたり、読者をおどかす時は「バア」と叫ぶ。顔面にゴルフクラブの直撃を受けるなど、負傷してもおかしくないような場面でも基本的に負傷はしないが、アニメ第19話「ザ・ガードマン」や『NEW』第9話「研究者はユウウツ」では客が当てた石や客自身がぶつかった際に、血を流している。『NEW』12話「チャットルームの王様」では「MoGuRo」というハンドルネームでチャットを打つこともあり、アプリを制作して客に提供する技術もある。
帽子の下の髪型は真ん中分けのオールバック、靴下は基本的に白を履いている。下着であるパンツは青と白の縦じま模様を着用。スーツはウォータープルーフである。
客に対しては「ココロのスキマ、お埋めします」というキャッチコピーが書かれた名刺を差し出し自己紹介する。キャッチコピーの「、（読点）」は後に「♡（ハートマーク）」に変わった（アニメでは第45話以降）。アニメ第98話では唯一の英語版「I help Your heart♡」「HUKUZO MOGURO」。マンガでは「♡ココロのスキマお埋めします…」である。アニメ101話では名刺の裏に「魔の巢」の案内地図。なお、『黒ィせぇるすまん』ではキャッチコピーの代わりに「友愛事業団 外務主任」という肩書きが記され、ドラマ版では原作の喪黒の顔が刷られている。2017年の『笑ゥせぇるすまんNEW』では「♡ココロのスキマ…/お埋めします」となっている。名刺の材質はスーツ同様ウォータープルーフであるが、アニメ第7話「ナマケモノ」ではサウナの湿気のせいで湿ってシワが寄っている。また、アニメスペシャル作品「今仁見手郎の秘密復讐計画表」ではスチール製となっており、喪黒を殺害しようとした客の攻撃を防御するという役目を果たした。
客に対しては、文字通り心の隙間を埋めるためのサービスや商品を提供する場合もあれば、最初から破滅に追い込むために付き纏ったり、強引にサービスや商品を提供する場合もある。ひとたび忠告や約束を破った客は容赦無く破滅に追い込むが、時には約束を破った客を「かわいそうだが」と同情する場面もあったりもする。
基本的に感情は表には出さないが、アニメ版79話「谷間のケヤキ」で客が約束を破った時には「あなたの心変わりは許せません」と語気を強めた。
なお、本人曰く失恋したことがあり、その時は一週間も食事が喉を通らなかった（看板ガール）とのことである。

## 「ドーン!!!!」
喪黒は「ドーン!!!!」という決め台詞を叫びながら超能力のような術を発する。これはエピソードの終盤において客が喪黒と交わした約束を破る行為や同じく忠告を無視した行為をしてるのを彼が目撃してそれに対する天罰で客をどん底に突き落とすために用いられることがほとんどである。基本的には右手で客の顔面を指差しながら行っているが、2人の人間に対して行う場合は両手で行うこともある（アニメ第12話・『NEW』第1話「白昼夢」、アニメ第97話「食品売場おじさん」）。話によっては指差しをせずに行うほか、電話、パソコン、ゴルフボールを通して行うケースもある。また、決断を渋る客に対して気合いを入れる目的で用いられることも多くある。また、客に絡んできたチンピラをなぎ倒したりするなど、護身用に用いられることもある（アニメ第14話「結婚したい女」、アニメ第24話「空手道」、アニメ第31話「途中下車」、アニメSP「ユスリの落とし穴」）。
また、作中では喪黒以外も麻雀でアガる際に「ドーン!!!!」という声を発することがある。
外伝『喪黒福次郎の仕事』に登場する弟の福次郎もよく似た術を使うことができ、こちらは「ズーン!」や「ドダーン!」と言う。「帰ッテキタ」世界一周編では喪黒に酷似した顔のアボリジニがおり、喪黒と同じポーズで「ラゴーン！」という術を使う。これによりアボリジニのところまで来ていた観光客は岩の中に封印された。
藤子の小学生からの同級生である麻雀友達が、ロンであがるときに指をさして「ドーン!」と叫んでいたことがモデルとなっている。

## 原作版・アニメ版・ドラマ版での相違点
初登場時のタイトルは『黒イせぇるすまん』あるいは『黒ィせぇるすまん』であったが、1980年代末のアニメ化にあたり『笑ゥせぇるすまん』に改題された。
原作・アニメ・ドラマによって、オチや設定がそれぞれ異なる話がある。

### サブタイトル
- 「ユスリの落とし穴」の原作は『喝揚丸ユスリ商会』の「万引ユスリ代 22万3000円也」からきている。
- 「OB夫婦-夫のケース-」の原作は単行本未収録の「めざめすぎた男」からきている。しかしこれはタイトルこそ異なるものの話の内容やオチはあまり変わっていない。
- 「ワニオの怪奇料理」の原作は『黒ベエ』の「ワニ料理」からきている。
- 「妖しいアンティーク2 DOLL」の原作は「ドール」からきている。
- 「今仁見手郎の秘密復讐計画表」の原作は『黒ベエ』の「スズキ・ミチオの秘密復讐計画」からきている。
- 「カラオケパレス」の原作は「夢のカラオケホール」からきている。
- 「何もしない課」は、原作となった短編漫画では「なにもしない課」だったが、アニメ版では一部漢字表記に変更されている。
- 「かいぶつかします」は、原作では「怪物貸します」だったが、『NEW』では全てひらがな表記に変更されている。
- 「ニッポン海外旅行」は、原作では「日本海外旅行」だったが、『NEW』では一部カタカナ表記に変更されている。

### 物語の展開
- 「頼もしい顔」は、原作では「赤ちゃん返りした客が観音様と思い込んで甘えていたのは、人間とは思えないほど不気味な顔をした肥満体型の全裸の醜女だった」というオチだったが、アニメでは醜女の顔は少しだけだが観音様を連想させる顔[注 20]に変更されていて（「湯けむり哀歌」ではその女性と再婚した描写が窺える）、ドラマ版では客が純粋に神仏に救済されたとも取れるような演出となっているが、配信ドラマ版では「喪黒に案内された場所で客が、少しだけだが観音様を連想させる顔をした肥満体型の醜女に甘えていたが、数日後、客の妻が喪黒の名刺の裏にメモされた住所を訪ねるとそこは相撲部屋で、赤ちゃん返りした客が屈強そうな力士達にSMまがいなしごきを受けていた」というオチになっている。
- 「イージードライバー」は「泥酔した客が喪黒が盗んで来た車で暴走運転をした末に大事故を起こして警察に逮捕された」というオチは原作・アニメともに共通しているが、喪黒が盗んだ車と客が建物に突っ込んで意識を失っている所を警察に逮捕された場所がそれぞれ異なる[注 21]。
- 「ともだち屋」は「客が恋した女性から新宿西口公園で会おうという内容の誘いの手紙が届いて約束通り新宿西口公園に向かったら女性の正体は人形で、物陰に隠れていた喪黒がラジカセのスイッチを入れて女性の悲鳴を再生した事によって悲鳴を聞きつけた周囲の人々に袋叩きにされた末に冤罪とはいえ痴漢の現行犯で逮捕された」というオチは原作・アニメともに共通しているが、アニメでは新宿西口公園でOLを狙った痴漢事件が多発しているという内容のニュースがTVや新聞で報道されていてオチへの伏線が張り巡らされていて、喪黒が女性からのプレゼントとして人形の傍に置いた袋の中に女性用下着が大量に入れられていた事により客が不利な立場に置かれるようになっている。
- 「化けた男」は、原作含むほとんどは満足するどころか精神的に追い詰められてしまう描写になっているが、TBS版のみ「もう1つの家族に困惑しつつも、奥さんの色気に負けて楽しむ」という流れで客が満足している、その奥さんは客に比較的優しく接している。
- 「手切れ屋」は、客が喪黒と出会ったきっかけは原作では「恋人として付き合っていたホステスと一緒に車に乗っていた際に喪黒を轢いてしまった」であったが、アニメでは「車の中で恋人として付き合っていたホステスと喧嘩になった末に置いてけぼりになってしまい、カッとなって足元に転がっていた石を蹴ったら偶然喪黒に命中してしまった」となっている(「ザ・ガードマン」の客と同様)。
- 「プラットホームの女」は「客が恋した女性は一見美人だが、実はその顔は整形手術に失敗し、あまりにも無惨なものとなった素顔を隠すために作られたものだった」というオチは原作・TBS版・『NEW』ともに共通しているが、女性が素顔を表す直前の演出がそれぞれ異なる[注 22]。また、『NEW』では素顔になった直後は声にエコーがかかる演出となっている。
- 「的中屋」は、客の行き付けのバーが原作では｢PON｣だがアニメでは｢馬｣と屋号が変わっている。原作ではヤクザ風の男から20万円を渡されていたが、アニメでは1000万円になっている。アニメ版では喪黒が客にばれない様にバーに居たが原作では居なかった。オチの部分では、原作では「もうお金がない」と喪黒に告げた客がトボトボ帰って行ったが、アニメでは喪黒に金を貸してくれと泣きついた挙句、呪文で髪が真っ白になり精神崩壊を起こしている。
- 「押入れ男」は、「客が無断でアパートの押入れの中に隠れて暮らしていたことが大家にばれて追い出された結果、日光恐怖症の客が廃人と化す」というストーリーラインは共通だが後半部の展開が異なり、原作では「喪黒が荒療治のつもりで一面ガラス張りの小屋で日光浴をさせたら机の下に引き篭もり廃人と化してしまった」とそのままオチにつながり客自身の不手際かは不明瞭な構成になっているが、アニメ版では「大家にバレた件は喪黒の不手際であり、その補償として「絶対に外に出てはいけない」という条件で押入れ部屋を提供される」というエピソードが追加され、オチも「客が仕事の儲けを喪黒が独り占めしていると思い込んで暴れた末に外へ出た結果、実は押入れ部屋は一面ガラス張りの小屋の中にあったもので、約束を破った客の下に現れた喪黒に廃人に変えられる」と客自身の不手際と喪黒による制裁が明確になっている。
- 「白昼夢」は、原作とTBS版ではクラブ白昼夢に来店するキッカケが先輩ではなく喪黒になっていることと、ホステスの名前やクラブでの会計額、最後のオチでの先輩が酔っ払ったままで主人公と共に解雇されるなどの変更点があり、全体的にアニメのほうが主人公にとってキツい描写となっている。『NEW』でもクラブでの会計額が変更されてはいるが、クラブに来店するキッカケや最後のオチの先輩が酔いから醒めている、二人とも上司からこっぴどく叱責されたものの解雇処分は免れているなど原作通りとなっている。
- 「主婦タレント」は、原作では「タレント業より家事を優先するという約束を破り、お笑いタレントにされてしまった」というオチだったが、ドラマでは「夫を虐待したという記事が報じられたことで、主婦が夫も家も失う」というオチになっている（比喩的な意味ではなく後述の「途中下車」の客の末路の様に今まで住んでいた住居そのものが消滅してしまう）。
- 「途中下車」は、原作では暴力バーと知らずに入った客が法外な値段を提示された後に立ち去っていったが、アニメ版では喪黒が客の後をつけてバーに入り、客を助ける描写に変わった。その後、暴力バーの店員に「こんなアコギな商売はお止めなさい」と警告するが、店員が暴力を振るおうとした瞬間「ドーン！」で吹き飛ばしている。
- 「月夜のオーキッド」は、原作では「月下美人」のタイトルで「妻に月下美人のつぼみを天ぷらにされて食べさせられた主人公の口から、喪黒の呪文により花芽が伸びて花が咲く」というオチで主人公は悲鳴を上げていたが、アニメでは花の種類がカトレアに変更され、オチでは喪黒の呪文により花芽が伸びて花が咲く部分は同じだが、涙を流して喜んでいる描写に変更されている。アニメ版の「月下美人」は、原作とは全く異なるアニメオリジナルのストーリーとなっている。
- 「ケーフィア」は、原作では「栄養ドリンクを飲んではいけないという約束を破り、また栄養ドリンク中毒に戻ってしまうという」というオチになっているが、アニメでは「ケーフィアを邪険に扱ってはいけないという約束を破り、大増殖したケーフィアの渦に飲み込まれ生死不明」というオチになっている。
- 「老顔若体」は、客が喪黒の忠告を無視して「若い女性と付き合ったことで一度にたくさんの精力を失った結果、変わり果てた姿になった」というオチは原作・アニメ両方とも共通だが、アニメでは女性との営みを終えた客がバスルームに入った直後、背後から喪黒が「何があっても知りませんよ」と念押しの忠告をしに現れる描写が追加された。
- 「温泉奇行」は「客が若くて美しい芸者と一晩中部屋で飲み明かしたが、翌朝部屋にいたのは妻と瓜二つの醜女で、一晩の花代としてぼったくられた」というオチは原作・TBS版・『NEW』ともに共通しているが、原作・TBS版での花代は10万円で『NEW』では50万円となっている。
- 「日曜クラブ」は、「客が妻の陰険ないじめと会社で上司にしごかれて同僚に笑われ者にされた事が原因で「日曜クラブには月に一回しか行ってはいけない」という約束を破ってしまって喪黒の「ドーン!!!!」で老けた姿の廃人に変えられて日曜クラブメンバーの共通の奥さんである女性に世話させられる」というオチは原作・TBS版・『NEW』ともに共通しているが、客が無断欠勤して妻に問詰められた際の言い訳は原作・TBS版では「映画館」だったが、『NEW』では「漫画喫茶」に変更されており[注 23]、TBS版は廃人となってしまった客が不気味な声をあげ続けるシーンで別の部屋からも同じ様な声が聞こえていて、他にも喪黒に廃人にされたお客様達がいるような描写がされており『NEW』では約束を破ってしまった原因に息子にも馬鹿にされたり、それに追い打ちをかけるように電車内で誤ってチンピラの足を踏んでしまって酷いリンチを受けた事や我慢の限界に達した客の精神面が粉々に砕けていく心情の描写が追加され、約束を破った客の下に喪黒の現れる描写が変更されている[注 24]が最後のオチは原作通りとなっている。
- 「看板ガール」は、原作では「主人公の気変わりの早さには負けた」という喪黒のセリフで終わるが、アニメでは喪黒の呪文により「男性が看板に封印される」という原作とは正反対のオチになっている。
- 「シルバーバンク」は、原作・アニメでは「おじいちゃんが倒れて介護しなければならなくなる」というオチだったが、ドラマでは「今まで優しかったおじいちゃんが急に厳しくなって竹刀を持って孫に腕立て伏せを強要し、しかも家族に無断で高価な家具などを購入した」というオチになっている。
- 「夜行列車」は、アニメでは女将は未亡人という設定で旦那が亡くなったくだりも追加されている[注 25]。原作では婚姻については常連からも全く触れられておらず既婚者だったのかすら不明。アニメでは女将と深い関係になるが、原作は「下り列車への招待」同様、小料理屋の2階で居候させてもらっていたのみ。アニメでは客自身も店に出てかなこと小料理屋を切り盛りして常連からも認められるが、原作では一切手伝っておらず、常連から何者か聞かれた際にかなこは「事業に失敗して当分世話する事になった兄」とごまかしていた。喪黒に忠告された時に原作ではテレホンカードを貰い、駅前の公衆電話で家族に連絡したがアニメではテレホンカードは渡す描写は無く小料理屋の2階から電話している、帰る時もアニメは雪で運行中止になった電車の代わりに喪黒が用意した汽車に乗り女将が泣きながら見送ったが、原作では雪は降っておらず夜行列車で帰り見送りなどは無かった[注 26]。
- 「モグリメンバー」は、原作では上司に取り入る為に自ら約束を破りゴルフ場に連れてきて居たが、アニメでは匿名から客が会員になっていると上司に密告する電話が有ったというくだりが追加され、上司に半ば脅された形で客はやむをえず喪黒の約束を破った設定になっている。オチには喪黒が「約束を守っていればもう少し楽しめたのに･･･」と結局客を陥れるつもりでいたくだりも追加されている。
- 「長距離通勤」は、「客が祭日の前日に日付が変わって祭日になる時間帯まで上司とはしご酒をしたために「休日や祭日は絶対に家に帰れ」という約束を破ってしまって喪黒の「ドーン!!!!」で行方不明にされてしまい、数日後、会社のロッカーに押し込まれたミイラ化した遺体となって発見された」というオチは原作・アニメともに共通しているが、遺体発見の経緯が異なる[注 27]。
- 「社長幼稚園」は「社長達のストレス解消のために作られた幼稚園で自分をいじめた社長の正体が新工場建設の件で挨拶に来た自分の会社より下の会社の社長である事を知った客が、後日幼稚園で命令を聞けば工場を建設させると言って他の社長達の目の前でいじめ返した事で「世間的な地位や権威を園内に持ち込まない」という幼稚園の規則を破ってしまって喪黒の「ドーン!!!!」で赤ん坊の頃に若返らされてしまい、社長室に入って来た女性社員に甘えて来て女性社員を呆然とさせる」というオチは原作・アニメともに共通しているが、原作では客が自分をいじめた社長にいじめ返したところを幼稚園の外で喪黒が盗み聞きをしていたが、アニメ版では幼稚園の外で喪黒が盗み聞きをしている場面が無い代わりに社長達が幼稚園で童心に帰って遊ぶ光景を描いているシーンと客が自分をいじめた社長にいじめ返したシーンで喪黒はいつでもどこでも客を見ている事の比喩的演出として幼稚園のおもちゃ箱の中にある喪黒人形と壁に飾られている社長が描いた喪黒の似顔絵が映し出されている。
- 「カラオケパレス」は、原作の「夢のカラオケホール」では最後のオチがホログラムだった観客が実体化して客の歌に怒り物を投げつけ客が困惑するというものであるが、アニメ版では観客達に物を投げつけられるところまでは同じだが「カラオケ症患者」の客の様に発狂し、笑みを浮かべながら歌を歌い続けるというものになっている。
- 「ダミィ」は、原作・ドラマでは「レンタルした彼女が実は女装した男性だった」というオチだったが、アニメでは「実はSMの女王様だった」というオチになっている。
- 「邯鄲の夢枕」は、客の名前は原作では霧島平一郎だが、アニメでは霞忘作と変更されている。オチでは原作アニメとも現実から逃げて甘い夢を見続けたい為永遠に眠るというオチだがアニメでは喪黒が客に一旦は諭すが客が現実に疲れ夢を見続ける事を懇願するくだりが追加され、その後極度に老化していく描写も追加されている。夢の中でのデートの場所がアニメでは横浜の有名スポットとなっている
- 「オールド・シネマ・パラダイス」は、「時代劇を単なる古臭い日本昔話だと言って馬鹿にする現実世界に絶望した客が喪黒によって時代劇映画の中の世界に取り込まれ、時代劇映画の斬られ役となって喪黒の道案内で映画館を訪れた妻を呆然とさせる」というオチは原作・アニメともに共通しているが、アニメでは編集者からお色気要素を入れないと売れないと言われ渋々女性のお色気要素を入れたがやはり受け入れられず苦悩したり、妻とのやりとりや現実世界を捨てる際に妻を捨ててまで行くべきなのか葛藤するくだりが追加されていて、妻が観た時代劇映画は原作では明確化されていないが、アニメでは吉良邸討ち入りの場面である事から忠臣蔵である事が明確化されている上に客がほとんどのチャンバラシーンの斬られ役を演じている描写となっている。
- 「リストラの男」は、原作とアニメで最後のオチが異なり、三輪車のセールスマンに転職するのは同じだが、原作だと子供に三輪車を売ろうとするも子供にバカにされてしまうというものであるが、アニメだと客が喪黒の忠告を破ってしまった原因として上司からのしごきと同僚達の勢いに押された描写が追加され、廃人状態にされ遊んでいる子供たちの三輪車を洗車しだして子供たちから怖がられるというオチになっている。
- 「夢に追われる男」は、客が就寝中に見た悪夢が原作では「ライオンに追いかけられた挙句、谷底へ落ちてしまう」ものだったが、『NEW』では「無数の手で構成された得体の知れない化け物に不気味な場所で追いかけられた末に取り込まれてしまう」という描写になっている。
- 「拾ったフィルムのヒト」は、原作では夜道で落ちていたフィルムを拾って持ち帰り現像に出していたが『NEW』では昼休み中に喪黒に仕事に使っていた使い捨てカメラをすり替えられるという話に変更されている。また、写真の中身も原作はオーストラリアの旅行写真だが『NEW』では藤子不二雄Ⓐの出身地である氷見市の旅行写真に変更されている。

## 歴史
- 1968年に小学館の『ビッグコミック』の読み切り作品『黒イせぇるすまん』として登場（「藤子不二雄」名義）。
- 1969年から1971年まで実業之日本社の『漫画サンデー』で『黒ィせぇるすまん』として連載（「藤子不二雄」名義）。
- 1989年10月から1992年までTBS系の番組『ギミア・ぶれいく』でアニメ化。『笑ゥせぇるすまん』に改題される（以降は「藤子不二雄Ⓐ」名義）。
- 1989年12月号の『ビッグコミック』に『笑ゥせぇるすまん』として読み切り作品「めざめすぎた男」を掲載。後にMy First BIG SPECIAL『笑ゥせぇるすまん[BAR魔の巣]』（2011年5月発売）に収録された。
- 1990年から1995年まで中央公論社の『中央公論』に『笑ゥせぇるすまん』として連載。
- 1996年から2000年まで『漫画サンデー』に『帰ッテキタせぇるすまん』として連載。
- 1999年にテレビ朝日系でドラマ化。
- 2001年より実業之日本社の『コミック伝説マガジン』および『漫画サンデー』に『踊ルせぇるすまん』を連載。
- 2003年に『ビッグコミック』1001号記念作品として誕生秘話を明らかにした読み切り作品『わが名はモグロ… 喪黒福造』を掲載。
- 2017年春、独立系放送局による『あにめのめ』枠などで、テレビアニメ『笑ゥせぇるすまん NEW』を放送。
- 2025年夏、テレビ東京がPrime Video独占配信にて実写ドラマ化。

## 書誌情報
- 藤子不二雄Ⓐ『笑ゥせぇるすまん』中央公論社〈中公コミック・スーリ〉、全6巻
  1. 1989年10月10日発売 ISBN 4-12-410340-9
  2. 1991年5月26日発売 ISBN 4-12-410377-8
  3. 1992年6月25日発売 ISBN 4-12-410404-9
  4. 1993年6月10日発売 ISBN 4-12-410436-7
  5. 1994年6月10日発売 ISBN 4-12-410444-8
  6. 1996年3月15日発売 ISBN 4-12-410459-6
- 藤子不二雄Ⓐ『笑ゥせぇるすまん』中央公論新社〈中公文庫コミック版〉、全5巻
  - 1巻は『黒ィせぇるすまん』版を収録し、2-5巻で中央公論連載分を収録。

  1. 1999年2月18日発売 ISBN 4-12-203366-7
  2. 1999年2月18日発売 ISBN 4-12-203367-5
  3. 1999年3月発売 ISBN 4-12-203389-6
  4. 1999年3月発売 ISBN 4-12-203390-X
  5. 1999年4月18日発売 ISBN 4-12-203412-4
- 藤子不二雄Ⓐ『帰ッテキタせぇるすまん』実業之日本社〈マンサンコミックス〉、全2巻
  - 1巻後半の6-8話は中公文庫版未収録だった『黒ィせぇるすまん』版のエピソードとなっている。

  1. 1999年5月発売 ISBN 4-408-16496-8
  2. 2003年7月発売 ISBN 4-408-16754-1

- 藤子不二雄Ⓐ『笑ゥせぇるすまん ―アニメ版』（中公コミックス・スーリ）全23巻

2017年現在、中公文庫版と『帰ッテキタせぇるすまん』は「藤子不二雄(A)デジタルセレクション」として電子書籍化されている。また『踊ルせぇるすまん』のみ2017年現在一切書籍化されていない。

## アニメ
アニメ版は、下記の通りいくつかの物に分かれている。
アニメ版では本編開始前、BGMをバックに真っ暗な画面奥から喪黒が現れ、画面に向かってゆっくり歩きながら迫り来る。この時の喪黒の体には賑やかな繁華街や風景などの様々なイメージ映像が静止画として小出しに流れ、同時に以下のセリフがナレーションとして流れる。「私の名は喪黒福造…人呼んで笑ゥせぇるすまん。ただのセールスマンじゃございません。私の取り扱う品物は心…人間の心でございます。ホーホッホッ…」。タイトルコールの後（単独番組化後はここで一旦CMに入り、あにめのめ版ではOPが流れ、提供クレジットの後CMに入る）、「この世は老いも若きも、男も女も、心のさみしい人ばかり。そんな皆さんの心のスキマをお埋め致します。いいえ、お金は一銭もいただきません。お客様が満足されたら、それが何よりの報酬でございます。さて、今日のお客様は…」という喪黒の声が流れる導入部となる。そして、客の顔・氏名・年齢・職業が出た後にサブタイトルが表示され、喪黒の高笑いとともに物語は始まる。

### 笑ゥせぇるすまん
1989年10月10日 - 1990年9月25日、1991年3月12日 - 1992年3月24日、同年7月7日 - 9月29日放送。喪黒の声は前述の通り、大平透が担当しているが、当初は熊倉一雄が内定しており、大平の登板は監督の希望だったという。
監督の米たにヨシトモによると原作者の藤子Aは当時のアニメ作品の表現における自主規制に不信感を示しており、親交のあったクニトシロウに総監督を務めてもらい、自主規制の度合いについての意見交換を行なったという。
大人向け番組である『ギミア・ぶれいく』内で10分枠のコーナードラマとしてアニメ化された。TBS系列では1969年の『ウメ星デンカ』（藤本弘単独執筆作品）以来20年ぶりの藤子不二雄アニメである。
アニメはヒットし、作品の知名度を大きく押し上げた。夜9時以降の放送に加えて、コーナードラマであるため放送時刻も一定ではないにもかかわらず、小中学生にも人気があったという。『漫画サンデー』連載分の原作が全てアニメ化されると、藤子が提供したアイデアに基づくオリジナルストーリーのアニメを放送し、その後も『中央公論』での連載分の原作を含めて放送を続けた。『中央公論』連載分はアニメ化にあたって一部内容が変更されたものもある。
劇中の音楽は田中公平、脚本は梅野かおる、監督は米たにヨシトモ、アニメーション制作は藤子アニメでおなじみのシンエイ動画がそれぞれ担当。ビデオソフトの売上は1991年1月時点で9万本を記録した。
『ギミア・ぶれいく』放送終了後もスペシャル版として特番が3回放送された他、1990年代後半まで主に週末の夕方を中心に再放送がたびたび行われた。この特番ならびに再放送から通常のアニメのようにオープニングとエンディングがつき、それぞれテーマソングや各種クレジット、アイキャッチが挿入されるようになった。オープニングとエンディングについては当時シンエイ動画に勤務していた真保裕一が演出を手がけた。
2015年5月22日、『中居正広の金曜日のスマたちへ』でゴールデンとしては23年ぶりに放送され、さらにスタジオ内で原画が紹介された。
なお、『ギミア・ぶれいく』では2回ほど喪黒が実写化して登場している。1回目は視聴者の質問に喪黒が答えるとして、視聴者と同等の姿（実写）になるというもので、この時は作者である藤子不二雄Ⓐが喪黒の目を描いた眼鏡をかけて出演した。2回目は特別編として放送された実写版『笑ゥせぇるすまん』で、この時はまずタモリにオファーを出し、本人は快諾したもののスケジュールの都合が付かず断念。その後は喪黒役を一般公募するも該当者がいなかったため着ぐるみでの登場となった。
2017年以降は、TBS系列外の独立局でも再放送が行われている。後述する新アニメ『笑ゥせぇるすまんNEW』に合わせる形で、同年4月よりTOKYO MX（TOKYO MX2で放送）でセレクション再放送を実施している。同年10月からはこれに加え、千葉テレビ放送でも再放送を実施している。これらは、1990年代後半までの再放送と同じ形式での放送である。TBS系列のHBCでも2017年7月-10月、2018年4月-6月より再放送を実施。チューリップテレビでも後述の「NEW」の後番組として再放送されていた。また、TBSチャンネル2（TBS系CSチャンネル）でも放送されている。
放送元がTBS、アニメ制作はシンエイ動画（のちにテレビ朝日の子会社となる）、販売元はポニーキャニオン（フジテレビの系列会社）、連載元は中央公論社（現・中央公論新社。のちに読売グループの傘下に入り、日本テレビと同系列となった）と、系列の異なるマスコミ各社が多数関係している。現在のような「制作委員会」形式が主流でない時代の作品としては、極めて珍しいケースとなった。DVD化が2013年になるまで行われなかったのは、このかなり複雑化していた版権が一因とされている。

#### スタッフ
- 原作 - 中央公論「笑ゥせぇるすまん」（藤子不二雄Ⓐ著）
- 総監督 - クニトシロウ
- 監督 - 米谷良知
- 脚本 - 梅野かおる
- 美術監督 - 宮野隆
- キャラクターデザイン - 岡迫亘弘
- 作画監督 - 岡迫亘弘、野口大蔵
- 録音監督 - 大熊昭
- 撮影監督 - 山田廣明→大神洋一
- 効果 - 柏原満
- 音楽 - 田中公平
- 監修 - 鈴木伸一
- プロデューサー - 別紙壮一・児玉征太郎、井上博（TBS）
- 文芸 - 金井浩
- タイトル - 道川昭
- 制作デスク - 小倉久美
- 製作 - シンエイ動画、TBS

#### 主題歌
特番と再放送のみ。
オープニングテーマ - 「孤独の唄」
作詞 - 藤子不二雄Ⓐ / 作曲 - 伊藤薫 / 編曲 - 桜庭伸幸 / 唄 - 梅沢富美男（ポリスター）
エンディングテーマ - 「ココロの唄」
作詞 - 藤子不二雄Ⓐ / 作曲 - 伊藤薫 / 唄 - 梅沢富美男（ポリスター）

#### 各話リスト
お客様の欄は喪黒が関わった客の名前。なお、第4話から客が登場する時に名前をテロップで紹介するようになった。
『漫画サンデー』連載分の原作のアニメ化は、第21話「空手道」が最後。その後SPECIAL2で読み切り「めざめすぎた男」を原作とした「OB夫婦-夫のケース-」を制作している。『中央公論』連載分の原作のアニメ化は、第31話「途中下車」が最初。紛らわしいものとして原作漫画に「月下美人」という話があるが、第37話「月下美人」はタイトルが同じだけのアニメオリジナルの話、原作での「月下美人」は第44話であらすじは同じであるが登場する植物をゲッカビジンから蘭に変えて「月夜のオーキッド」として放送されている。また、第92話の「アフター5CLUB」と原作やドラマの「5時からCLUB」はタイトルはかなり似ているが、内容や登場人物は全く異なる。
◆印は第SP話「湯けむり哀歌」で再登場したお客。★印は笑ゥせぇるすまんNEW（2017年）でも原作となった話。●はテレビ朝日でのドラマ版（1999年）でも原作となった話。

##### 1989年・1990年
| 話数                       | サブタイトル           | 放送日          | 絵コンテ   | 演出       | お客様                                                | 原作                   |
| -------------------------- | ---------------------- | --------------- | ---------- | ---------- | ----------------------------------------------------- | ---------------------- |
| 第0話                      | プロローグ             | 1989年 10月10日 | 米谷良知   | 米谷良知   | 小池さんサラリーマン（声 - 二又一成）                 | -                      |
| 第1シリーズ                |                        |                 |            |            |                                                       |                        |
| 第1話                      | たのもしい顔●          | 10月17日        | 善聡一郎   | 善聡一郎   | 頼母雄介（41）・会社部長（声 - 柴田秀勝）◆            | SALE9                  |
| 第2話                      | イージー・ドライバー   | 10月24日        | 米谷良知   | 善聡一郎   | 浦成平一（44）・サラリーマン（声 - キートン山田）     | SALE8                  |
| 第3話                      | ともだち屋             | 10月31日        | 中野頼道   | 宮崎一哉   | 青井達夫（22）・サラリーマン（声 - 難波圭一）         | SALE1                  |
| 第4話                      | 化けた男★●             | 11月7日         | 清積紀文   | 善聡一郎   | 磯部錦一（36）・サラリーマン（声 - 島田彰）           | SALE3                  |
| 第5話                      | 47階からの眺め         | 11月21日        | 善聡一郎   | 善聡一郎   | 憂木守（20）・学生（声 - 松本保典）                   | SALE19                 |
| 第6話                      | 勇気は損気             | 11月28日        | 高柳哲司   | 善聡一郎   | 熊井勇（24）・イラストレーター（声 - 平野義和）       | SALE7                  |
| 第7話                      | ナマケモノ             | 12月5日         | 栗山美秀   | 栗山美秀   | 佐保民夫（37）・土地販売セールスマン（声 - 大山豊）   | SALE5                  |
| 第8話                      | 手切れ屋               | 12月12日        | 宮崎一哉   | 宮崎一哉   | 坊田進一（21）・タレント（声 - 水島裕）               | SALE13                 |
| 第9話                      | プラットホームの女★    | 12月19日        | 真保裕一   | 善聡一郎   | 直木純一（23）・銀行員（声 - 堀川亮）                 | SALE10                 |
| 第10話                     | 的中屋                 | 12月26日        | 栗山美秀   | 栗山美秀   | 中山歩一（20）・学生（声 - 鈴木清信）                 | SALE16                 |
| 第11話                     | 押入れ男               | 1990年 1月9日   | 真保裕一   | 新田義方   | 日陰久利（21）・漫画家（声 - 中村大樹）               | SALE11                 |
| 第12話                     | 白昼夢★                | 1月16日         | 善聡一郎   | 善聡一郎   | 中島健一（26）・サラリーマン（声 - 橋本晃一）         | SALE14                 |
| SPECIAL1(第13話)           | ユスリの落とし穴       | 1月23日         | 米谷良知   | 米谷良知   | 襟戸勉（28）・エリート商社マン（声 - 塩屋翼）         | 喝揚丸ユスリ商会 第5話 |
| 第14話                     | ゴルフ入門             | 1月30日         | 渡辺慎一   | 渡辺慎一   | 舞戸千代郎（25）・サラリーマン（声 - 堀内賢雄）       | SALE12                 |
| 第15話                     | 結婚したい女           | 2月6日          | 新田義方   | 新田義方   | 妻成耐子（25）・OL（声 - 佐久間レイ）                 | -                      |
| 第16話                     | 切る                   | 2月13日         | 竹内大三   | 善聡一郎   | 出無野風太（22）・理髪師（声 - 桜井敏治）             | SALE2                  |
| 第17話                     | チ漢さん               | 2月20日         | 善聡一郎   | 宮崎一哉   | 冬木花衛（69）・無職（声 - 野本礼三）◆                | SALE6                  |
| 第18話                     | アルバイト㊙︎情報       | 2月27日         | 渡辺慎一   | 渡辺慎一   | 筒井伸一（20）・大学生（声 - 菅原淳一）               | SALE18                 |
| 第19話                     | 夢のあと               | 3月6日          | 西村純二   | 新田義方   | 浦島太一（46）・サラリーマン（声 - 仲木隆司）         | SALE17                 |
| 第20話                     | ザ・ガードマン         | 3月13日         | 善聡一郎   | 渡辺慎一   | 石野隆志（30）・サラリーマン（声 - 広森信吾）         | SALE4                  |
| 第21話                     | 初恋の人               | 3月20日         | 真保裕一   | 真保裕一   | 恋野夢美（36）・主婦（声 - 松原雅子）                 | -                      |
| SPECIAL2（第22話、第23話） | OB夫婦-夫のケース-     | 3月27日         | 米谷良知   | 新田義方   | 虫味一郎（41）・会社員（声 - 幹本雄之）◆              | 単行本未収録           |
| SPECIAL2（第22話、第23話） | OB夫婦-妻のケース-     | 3月27日         | 善聡一郎   | 善聡一郎   | 虫味蝶子（36）・主婦（声 - 島津冴子）                 | -                      |
| 第24話                     | 空手道                 | 4月10日         | 渡辺慎一   | 渡辺慎一   | 烏森喜一（28）・サラリーマン（声 - 竹村拓）           | SALE15                 |
| 第25話                     | 男ぎらい               | 4月17日         | 新田義方   | 新田義方   | 刈谷麻子（30）・キャリアウーマン（声 - 冬馬由美）     | -                      |
| 第26話                     | 家の灯                 | 4月24日         | 善聡一郎   | 善聡一郎   | 加江利宅内（46）・サラリーマン（声 - 岡部政明）◆      | -                      |
| 第27話                     | 後部座席の男           | 5月1日          | 真保裕一   | 渡辺慎一   | 大栗之益（39）・社長付運転手（声 - 西川幾雄）         | -                      |
| 第28話                     | モテモテご注意         | 5月8日          | 善聡一郎   | 善聡一郎   | 無西俊夫（34）・会社員（声 - 荒川太郎）               | -                      |
| 第29話                     | 狸のオナカ             | 5月15日         | 米谷良知   | 米谷良知   | 出原奈也巳（29）・俳優（声 - 橋本晃一）               | -                      |
| 第30話                     | 重役と窓際             | 5月22日         | 新田義方   | 新田義方   | 日眞賀星也（48）・会社重役（声 - 筈見純）◆            | -                      |
| 第31話                     | 五月病                 | 5月29日         | 善聡一郎   | 善聡一郎   | 勝田類（22）・サラリーマン（声 - 菊池英博）           | -                      |
| 第32話                     | 伝言ダイヤル           | 6月5日          | 渡辺慎一   | 渡辺慎一   | 生地内也（20）・サラリーマン（声 - 巻島直樹）         | -                      |
| 第33話                     | シングルライフ         | 6月12日         | 米谷良知   | 渡辺慎一   | 男谷毛馬（36）・会社員（声 - 岸野一彦）               | -                      |
| 第34話                     | 途中下車               | 6月19日         | 善聡一郎   | 渡辺慎一   | 半出押太（57）・会社員（声 - 宮内幸平）               | SALE20                 |
| 第35話                     | キッス占い             | 6月26日         | 遠藤克己   | 新田義方   | 尾崎真蔵（20）・予備校生（声 - 関俊彦）               | -                      |
| 第36話                     | 乗車拒否               | 7月3日          | 真保裕一   | 善聡一郎   | 大井卓司（33）・タクシー運転手（声 - 荒川太郎）       | -                      |
| 第37話                     | ブルペンエース         | 7月10日         | 真保裕一   | 渡辺慎一   | 能見野新造（25）・プロ野球投手（声 - 塩沢兼人）       | -                      |
| SPECIAL3                   | 笑ゥせぇるすまん大図鑑 | 7月17日         | （総集編） | （総集編） | （総集編）                                            | -                      |
| 第38話                     | 愛妻写真               | 7月24日         | 善聡一郎   | 善聡一郎   | 加古忍（48）・サラリーマン（声 - 徳丸完）◆            | -                      |
| 第39話                     | コレクター             | 7月31日         | 渡辺慎一   | 渡辺慎一   | 吉手麻仁也（32）・サラリーマン（声 - 速水奨）         | -                      |
| 第40話                     | 月下美人               | 8月7日          | 高柳哲司   | 高柳哲司   | 産名八太（21）・フリーアルバイター（声 - 津久井教生） | -                      |
| 第41話                     | カンヅメのペット       | 8月14日         | 善聡一郎   | 善聡一郎   | 高亜羅夫（28）・アニメーター（声 - 高木渉）           | -                      |
| 第42話                     | フクロウの目           | 8月21日         | 米谷良知   | 渡辺慎一   | 耳津邦夫（32）・カメラマン（声 - 目黒裕一）           | -                      |
| 第43話                     | 若さ自慢               | 8月28日         | 真保裕一   | 米谷良知   | 若狭万次郎（50）・会社部長（声 - 納谷六朗）           | -                      |
| 第44話                     | グルメ志願             | 9月4日          | 松園公     | 松園公     | 久留米星雄（22）・サラリーマン（声 - 堀川亮）         | -                      |
| 第45話                     | カラオケ症患者         | 9月11日         | 渡辺慎一   | 渡辺慎一   | 空尾慶一（30）・サラリーマン（声 - 塩屋浩三）         | -                      |
| 第46話                     | 単身赴任               | 9月18日         | 米谷良知   | 善聡一郎   | 丹見一人（46）・サラリーマン（声 - 村松康雄）◆        | SALE22                 |
| 第47話                     | 月夜のオーキッド       | 9月25日         | 米谷良知   | 米谷良知   | 花畑駒太（49）・サラリーマン（声 - 池水通洋）◆        | SALE21                 |

##### 1991年・1992年
| 話数                       | サブタイトル               | 放送日         | 絵コンテ   | 演出       | お客様                                                      | 原作         |
| -------------------------- | -------------------------- | -------------- | ---------- | ---------- | ----------------------------------------------------------- | ------------ |
| SPECIAL5（第48話）         | 雪山惨歌                   | 1991年 1月22日 | 米谷良知   | 米谷良知   | 見地目苔（24）・マンガ家（声 - 難波圭一）                   | -            |
| 第2シリーズ                |                            |                |            |            |                                                             |              |
| SPECIAL6（第49話）         | 湯けむり哀歌               | 3月12日        | 米谷良知   | 米谷良知   | 落窪礼（46）・サラリーマン（声 - 田原アルノ）               | -            |
| 第50話                     | ケーフィア                 | 3月19日        | 渡辺慎一   | 善聡一郎   | 須田見梨也（29）・シナリオライター（声 - 山口勝平）         | SALE23       |
| 第51話                     | 見おろす男                 | 4月9日         | 池野文雄   | 善聡一郎   | 宇和目和夫（49）・サラリーマン（声 - 増岡弘）               | SALE24       |
| 第52話                     | ゴルフフリーク             | 4月16日        | 矢沢則夫   | 真保裕一   | 白玉教一（44）・サラリーマン（声 - 肝付兼太）               | SALE25       |
| 第53話                     | 老顔若体                   | 4月23日        | 渡辺慎一   | 善聡一郎   | 出雲若志（73）・会社社長（声 - 阪脩）                       | SALE26       |
| 第54話                     | 椅子男                     | 4月30日        | 米谷良知   | 真保裕一   | 安楽一寿（38）・印刷業（声 - 塚田正昭）                     | -            |
| 第55話                     | 決断ステッキ               | 5月7日         | 真保裕一   | 善聡一郎   | 真夜井王志（25）・サラリーマン（声 - 西村智博）             | SALE28       |
| 第56話                     | 温泉奇行★                  | 5月14日        | 高田耕一   | 真保裕一   | 木原志佐雄（46）・サラリーマン（声 - 吉村よう）             | SALE27       |
| 第57話                     | 安心カプセル               | 5月21日        | 米谷良知   | 善聡一郎   | 浦成平一（51）・サラリーマン（声 - キートン山田）           | SALE29       |
| 第58話                     | 自画自賛                   | 5月28日        | 高柳哲司   | 真保裕一   | 伴護保（27）・画家（声 - 津久井教生）                       | -            |
| 第59話                     | 家庭菜園                   | 6月4日         | 真保裕一   | 善聡一郎   | 出利慶太（32）・サラリーマン（声 - 田中和実）               | -            |
| 第60話                     | からみ酒                   | 6月11日        | 米谷良知   | 真保裕一   | 酔手壮郎（31）・サラリーマン（声 - 塩屋翼）                 | -            |
| 第61話                     | 極楽風呂                   | 6月18日        | 善聡一郎   | 善聡一郎   | 湯網好男（39）・水道局員（声 - 田口昂）                     | -            |
| 第62話                     | レンタル彼女               | 6月25日        | 高柳哲司   | 真保裕一   | 常仁一人（25）・テレビプロダクション勤務（声 - 菅原淳一）   | SALE30       |
| 第63話                     | 想い出酒場                 | 7月2日         | 矢沢則夫   | 善聡一郎   | 開高角太郎（60）・サラリーマン（声 - 矢田稔）               | -            |
| 第64話                     | 愛妻弁当                   | 7月9日         | 米谷良知   | 善聡一郎   | 我妻毅（28）・サラリーマン（声 - 松本保典）                 | -            |
| 第65話                     | 離婚倶楽部                 | 7月16日        | 真保裕一   | 真保裕一   | 福水凡（35）・ホテル宴会係（声 - 島香裕）                   | -            |
| 第66話                     | 夢のマイホーム             | 7月23日        | 葛谷直行   | 善聡一郎   | 一戸立男（41）・サラリーマン（声 - 上田敏也）               | -            |
| 第67話                     | 愛の贈りもの               | 7月30日        | 米谷良知   | 真保裕一   | 上木四郎（33）・セールスマン（声 - 石丸博也）               | -            |
| 第68話                     | 家族あわせ                 | 8月6日         | 善聡一郎   | 善聡一郎   | 屋内寒志（41）・会社員（声 - 麦人）                         | SALE32       |
| 第69話                     | ガラス越しの愛             | 8月13日        | 米谷良知   | 真保裕一   | 甲田亀太郎（32）・プログラマー（声 - 桜井敏治）             | -            |
| 第70話                     | はしご酒                   | 8月20日        | 善聡一郎   | 善聡一郎   | 越葉庄介（55）・小説家（声 - 青森伸）                       | -            |
| 第71話                     | 長期休暇                   | 8月27日        | 善聡一郎   | 善聡一郎   | 長井安実（42）・サラリーマン（声 - 石森達幸）               | SALE31       |
| SPECIAL7（第72話）         | ワニオの怪奇料理           | 9月3日         | 米谷良知   | 葛谷直行   | 柿田アゲル（12）・小学生（声 - 松岡洋子）                   | 黒ベエ 第1話 |
| 第73話                     | ハウスレディ               | 9月10日        | 渡辺慎一   | 渡辺慎一   | 我間真知子（29）・ファッションデザイナー（声 - 渕崎ゆり子） | -            |
| 第74話                     | 安眠まくら                 | 9月17日        | 高田耕一   | 善聡一郎   | 宗利清（46）・サラリーマン管理職（声 - 橋本晃一）           | -            |
| 第75話                     | 幻のスタア                 | 9月24日        | 米谷良知   | 渡辺慎一   | 勝手良三（74）・元映画俳優（声 - 宮内幸平）                 | -            |
| 第76話                     | クリーン症候群             | 10月8日        | 善聡一郎   | 善聡一郎   | 清家津寿貴（29）・OL（声 - 速水圭）                         | -            |
| 第77話                     | すりかわった手帳           | 10月15日       | 渡辺慎一   | 渡辺慎一   | 目茂麻太郎（36）・フリーライター（声 - 田中秀幸）           | -            |
| 第78話                     | 赤か黒か!?                 | 10月22日       | 高田耕一   | 善聡一郎   | 筧一八（35）・カメラマン（声 - 二又一成）                   | -            |
| 第79話                     | 日曜クラブ★                | 10月29日       | 松園公     | 松園公     | 内名木洋介（53）・サラリーマン（声 - 青野武）               | SALE34       |
| 第80話                     | 森の生活                   | 11月5日        | 善聡一郎   | 善聡一郎   | 律木守（42）・サラリーマン（声 - 土師孝也）                 | -            |
| 第81話                     | マンガニア●                | 11月12日       | 松園公     | 善聡一郎   | 中念宅次（39）・サラリーマン（声 - 荒川太郎）               | SALE35       |
| 第82話                     | 空の上の空地               | 11月26日       | 渡辺慎一   | 渡辺慎一   | 賀来大将（46）・サラリーマン（声 - 大塚芳忠）               | -            |
| 第83話                     | ホームレスのすすめ         | 12月3日        | 渡辺慎一   | 渡辺慎一   | 須藤礼寿（45）・サラリーマン（声 - 上田敏也）               | -            |
| 第84話                     | 超豪華カーション           | 12月10日       | 善聡一郎   | 善聡一郎   | 泊場梨雄（28）・工員（声 - 橋本晃一）                       | SALE36       |
| 第85話                     | 谷間のケヤキ               | 12月17日       | 高柳哲司   | 高柳哲司   | 木上守（49）・画家（声 - 内海賢二）                         | -            |
| SPECIAL8（第86話、第87話） | 妖しいアンティーク1 MIRROR | 12月24日       | 米谷良知   | 大地丙太郎 | 日比野鏡子（28）・OL（声 - 日髙のり子）                     | -            |
| SPECIAL8（第86話、第87話） | 妖しいアンティーク2 DOLL   | 12月24日       | 大地丙太郎 | 大地丙太郎 | 姫野宅二（32）・サラリーマン（声 - 鈴木清信）               | SALE38       |
| 第88話                     | 小指のコヨリ               | 1992年 1月7日  | 高田耕一   | 善聡一郎   | 石井博若（38）・サラリーマン（声 - 屋良有作）               | -            |
| 第89話                     | 幻の遊園地                 | 1月14日        | 渡辺慎一   | 渡辺慎一   | 由地周郎（50）・無職（声 - 中庸助）                         | -            |
| 第90話                     | 点滴症患者                 | 1月21日        | 渡辺慎一   | 善聡一郎   | 甘絵泰治（42）・サラリーマン（声 - 西尾徳）                 | -            |
| 第91話                     | 看板ガール                 | 1月28日        | 渡辺慎一   | 渡辺慎一   | 夢見憧太（23）・イラストレーター（声 - 高木渉）             | SALE40       |
| 第92話                     | アフター5CLUB              | 2月4日         | 善聡一郎   | 松園公     | 手持房太（28）・サラリーマン（声 - 関俊彦）                 | -            |
| 第93話                     | ゴルフ・ドミノ倒し         | 2月11日        | 松園公     | 善聡一郎   | 泡手退三（56）・会社社長（声 - 富田耕生）                   | SALE37       |
| 第94話                     | シルバーバンク●            | 2月18日        | 善聡一郎   | 善聡一郎   | 加手井延満（34）・サラリーマン（声 - 平野正人）             | SALE39       |
| 第95話                     | 谷間の灯                   | 3月3日         | 渡辺慎一   | 渡辺慎一   | 宇佐木生士（39）・サラリーマン（声 - 大山高男）             | -            |
| 第96話                     | 永遠のすみか               | 3月3日         | 渡辺慎一   | 善聡一郎   | 羽賀場求（58）・サラリーマン（声 - 藤本譲）                 | -            |
| 第97話                     | 食品売場おじさん           | 3月10日        | 高田耕一   | 松園公     | 鵜飼寄道（48）・サラリーマン（声 - 増岡弘）                 | -            |
| 第98話                     | ブルー・アイ・ジャパニーズ | 3月17日        | 松園公     | 松園公     | ケント・ピンカートン（32）・サラリーマン（声 - 堀内賢雄）   | SALE41       |
| 第99話                     | 夜行列車                   | 3月24日        | 米谷良知   | 米谷良知   | 小宮友雄（41）・サラリーマン（声 - 小林清志）               | SALE42       |
| 第3シリーズ                |                            |                |            |            |                                                             |              |
| SPECIAL9（第100話）        | 今仁見手郎の秘密復讐計画表 | 7月7日         | 米谷良知   | 大地丙太郎 | 今仁見手郎（12）・小学生（声 - 田中真弓）                   | 黒ベエ 第2話 |
| 第101話                    | モグリメンバー             | 7月14日        | 善聡一郎   | 善聡一郎   | 毛栗入造（51）・サラリーマン（声 - 徳丸完）                 | SALE43       |
| 第102話                    | スタミナ茸                 | 7月21日        | 高柳哲司   | 高柳哲司   | 割井肝造（49）・サラリーマン（声 - 江原正士）               | -            |
| 第103話                    | 長距離通勤                 | 7月28日        | 善聡一郎   | 善聡一郎   | 長井道範（34）・サラリーマン（声 - 橋本晃一）               | SALE44       |
| 第104話                    | 夢の楽園                   | 8月4日         | 松園公     | 松園公     | 尾宅秀夫（23）・フリーター（声 - 沼田祐介）                 | -            |
| 第105話                    | 社長幼稚園                 | 8月11日        | 善聡一郎   | 善聡一郎   | 尾山野大造（64）・会社社長（声 - 村松康雄）                 | SALE45       |
| 第106話                    | 示談屋                     | 8月18日        | 渡辺慎一   | 大地丙太郎 | 水野翔平（35）・タレント（声 - 堀川亮）                     | -            |
| 第107話                    | 同窓会                     | 8月25日        | 高柳哲司   | 高柳哲司   | 堂木学（39）・サラリーマン（声 - 幹本雄之）                 | -            |
| 第108話                    | 家庭教師                   | 9月1日         | 善聡一郎   | 善聡一郎   | 横道行雄（41）・サラリーマン（声 - 塩屋浩三）               | SALE46       |
| 第109話                    | 余生                       | 9月8日         | 松園公     | 松園公     | 向井誓司（65）・無職（声 - 北村弘一）                       | -            |
| 第110話                    | ドリンクバー               | 9月15日        | 善聡一郎   | 善聡一郎   | 日練詩作（60）・作詞家（声 - 青森伸）                       | -            |
| 第111話                    | 男運                       | 9月22日        | 高柳哲司   | 大地丙太郎 | 玉腰典江（28）・OL（声 - 浦和めぐみ）                       | -            |
| 第112話                    | 主夫道                     | 9月29日        | 高柳哲司   | 善聡一郎   | 梶大介（31）・サラリーマン（声 - 菅原淳一）                 | SALE47       |

##### 特別番組
- 笑ゥせぇるすまんスペシャル：1992年12月26日午後10時〜11時30分放送
  - 全4話のうち、原作のアニメ化ストーリーは「カラオケパレス（原題：夢のカラオケホール）」1話のみ。

| 話数             | サブタイトル         | 絵コンテ   | 演出       | お客様                                          | 原作   |
| ---------------- | -------------------- | ---------- | ---------- | ----------------------------------------------- | ------ |
| 第1話（第113話） | ラブミー・トンダー   | 大地丙太郎 | 大地丙太郎 | 太宰蔵司（27）・サラリーマン（声 - 難波圭一）   | -      |
| 第2話（第114話） | カラオケパレス       | 松園公     | 松園公     | 端目和久（34）・サラリーマン（声 - 橋本晃一）   | SALE48 |
| 第3話（第115話） | 待つ女               | 善聡一郎   | 善聡一郎   | 四井待子（31）・スナック経営（声 - 松井菜桜子） | -      |
| 第4話（第116話） | 幻のスーパーレーサー | 米谷良知   | 大地丙太郎 | 車尾宅雄（21）・自動車修理工（声 - 山口勝平）   | -      |

- 笑ゥせぇるすまん春の特大号：1993年4月6日午後9時〜11時放送
  - 全5話のうち、「大変愛」と「何もしない課」は他作品のストーリーを改変して喪黒を登場させている。また、「弱肉強食」は1968年の小学館『ビッグコミック』での読み切り作品『黒イせぇるすまん』が原作。エンディング後に、『笑ゥせぇるすまん アニメ版コミック』と『ココロの唄』プレゼントのお知らせが流れた。

| 話数             | サブタイトル | 絵コンテ   | 演出       | お客様                                          | 原作             |
| ---------------- | ------------ | ---------- | ---------- | ----------------------------------------------- | ---------------- |
| 第1話（第117話） | 大変愛       | 米谷良知   | 大地丙太郎 | 茂手内蛾次郎（17）・高校生（声 - 山口勝平）     | 大変愛           |
| 第2話（第118話） | 弱肉強食     | 大地丙太郎 | 大地丙太郎 | 青菜仁志夫（25）・会社員（声 - 結城比呂）       | 黒イせぇるすまん |
| 第3話（第119話） | 愛犬物語     | 善聡一郎   | 善聡一郎   | 犬貴狛太（33）・会社員（声 - 松本保典）         | -                |
| 第4話（第120話） | ダミィ●      | 善聡一郎   | 善聡一郎   | 矢和井和夫（31）・デザイナー（声 - 柏倉つとむ） | SALE49           |
| 第5話（第121話） | 何もしない課 | 大地丙太郎 | 大地丙太郎 | 大仁芳雄（34）・サラリーマン（声 - 堀之紀）     | なにもしない課   |

- 笑ゥせぇるすまん年忘れ特大号：1993年12月28日午後9時〜11時放送
  - 全5話。全話『中央公論』での連載後期の作品のアニメ化。このうち「豹変ゴルファー」では初期のパターンを踏襲し、客がストーリーのちょうど中間で喪黒の呪文を浴び、そのままCMへと入っていった。

| 話数             | サブタイトル                 | 絵コンテ   | 演出       | お客様                                        | 原作   |
| ---------------- | ---------------------------- | ---------- | ---------- | --------------------------------------------- | ------ |
| 第1話（第122話） | 邯鄲の夢枕                   | 米谷良知   | 米谷良知   | 霞忘作（51）・サラリーマン（声 - 塚田正昭）   | SALE52 |
| 第2話（第123話） | 豹変ゴルファー               | 善聡一郎   | 善聡一郎   | 押井忍（44）・サラリーマン（声 - 塩屋浩三）   | SALE56 |
| 第3話（第124話） | オールド・シネマ・パラダイス | 善聡一郎   | 善聡一郎   | 勝戸大介（31）・劇画家（声 - 藤原啓治）       | SALE50 |
| 第4話（第125話） | リストラの男                 | 大地丙太郎 | 大地丙太郎 | 彼木尚平（53）・セールスマン（声 - 阪脩）     | SALE55 |
| 第5話（第126話） | 下り電車への招待             | 米谷良知   | 大地丙太郎 | 夢野童太（29）・サラリーマン（声 - 菅原淳一） | SALE57 |

#### 映像ソフト
- VHS（パック・イン・ビデオ）(現在は廃盤)
  - 『笑ゥせぇるすまん』（全8巻）
  - 『笑ゥせぇるすまん・スペシャル』
  - 『新・笑ゥせぇるすまん』（全11巻）
  - 『新・笑ゥせぇるすまん特別編』
- アニメコミック（中央公論新社）
  - 『アニメ版 笑ゥせぇるすまん』全23巻
- DVD-BOX（発売元：TBS・販売元：ポニーキャニオン）
  - 『笑ゥせぇるすまん [完全版] DVD-BOX』
  - TBS系列にて放送されたスペシャル版を含む全126話を収録し、そのうち14話は初ソフト化タイトル。通常放送回103話（VHS済）、SP9話（VHS済）、未VHS化14話。特典として「藤子不二雄A・プロデューサー・監督の三者による鼎談」や、あらすじ・キャラクター設定資料を初公開。藤子不二雄Aの書き下ろしイラスト封入。2013年3月20日発売。

- 2024年現在、BD版はリリースされていない。

#### ネット配信
- 2021年8月8日より、YouTubeに開設した「笑ゥせぇるすまん 公式チャンネル【ﾃﾞｼﾞﾀﾙﾘﾏｽﾀｰ版】」から、毎週水曜・金曜・日曜の18:30（JST）に1話ずつ無料配信されている。

### 笑ゥせぇるすまんNEW（2017年）
『笑ゥせぇるすまんNEW』（わらうせえるすまんニュー）は、2017年4月から6月までTOKYO MX、ytv、BS11の『あにめのめ』枠、アニマックス他にて放送され、本編最終回の翌週は、「玄田哲章セレクション・特別リピート放送」と称して第7話の再放送が行われた。
同年10月25日に全12話を収録したBlu-ray BOX（VPXY-75944）およびDVD-BOX（VPBY-15853）が発売された。

#### 製作
喪黒役の声優については、2016年に逝去した大平透が生前に「喪黒福造の後任は玄田」と指名していた意向を汲み、玄田哲章が演じる。喪黒役の玄田をはじめ、本作に出演している声優はキャスティング協力をしている81プロデュースに所属している（一部例外あり）。
前作とは異なり30分枠での2本立てとなっており、Aパートは原作のエピソード、Bパートはアニメオリジナル作品を放送している。ただし最終話のみエピソードの放映順が入れかえられた。前作で放送されていた「ハッピーエンド」と言われる喪黒が色々な意味で人助けをしたという話は無く、オチも不幸のどん底に落ちたり、人生が滅茶苦茶になるというようなものはなく大抵は痛い目に会う程度になっている。しかし、腹黒い姿勢で客に対応しながらも、最後は助言めいた言葉を客に残すといった若干マイルドになっていた前作のアニメ版と違い、自分から積極的に客を嵌めに行くといった原作そのままの腹黒い喪黒が再現されているだけでなく、最終話のBパートでは犯罪（詐欺）まで行っているほどである。
前作放送時には難なく放送可能であった表現も、自主規制で抑えられている。スマートフォン、携帯電話、インターネット、SNSなど前作放送時には開発されていない、もしくは一般的でなかったものも登場する。また、喪黒の「ドーン」の呪文の際、旧作では画面が激しく点滅していたが、旧作終了後の1997年に発生したポケモンショックの影響から、『NEW』では点滅せず画面に「ドーン」という文字が映し出される方式に変更されている。
アニメーション制作は前作と同様シンエイ動画であり、音楽も前作と同様田中公平が担当。BGMは新曲に加え、前作で使われていたスコアを再録音した音源も使用している。またトムス・エンタテインメントが制作に関わる藤子不二雄作品としては1973年の『ジャングル黒べえ』以来44年ぶりとなる。
アニメ本編内には番組スポンサーであるネイチャーラボのシャンプー「MARO17」のポスターや商品が描かれている。

#### スタッフ（2017）
- 原作 - 藤子不二雄Ⓐ
- 企画 - 山田俊秀、竹崎忠、日下部俊彦、佐野真之、弓矢政法、南沢道義、嶋中行雄、久保雅一、斎藤清美、尾山仁康、佐々木朗、北條真
- 企画協力 - 藤子スタジオ、松野いづみ、後藤仁、倉品雅一郎
- キャラクターデザイン・総作画監督 - 鈴木藤雄
- 色彩設計 - 井上あきこ
- 美術監督 - 西田稔
- 撮影監督 - 牧野真人
- 編集 - 中葉由美子
- 音響監督 - 飯塚康一
- 音楽 - 田中公平
- プロデューサー - 廣川浩二、中山雅弘、笹島一樹、大原幸蔵、鈴木寿広、百田英生、深田浩之、沢辺伸政、小川健、阿蘇博、鵜飼利恵、成毛克憲、穴井健太郎
- アニメーションプロデューサー - 荒木元道
- 監督 - 小倉宏文
- 音楽制作 - 日本コロムビア、小学館ミュージック&デジタル エンタテイメント
- 効果 - 今野康之、朝倉渚
- 制作 - シンエイ動画
- 企画制作協力 - トムス・エンタテインメント
- 製作 - 「笑ゥせぇるすまんNEW」製作委員会

#### 主題歌（2017）
オープニングテーマ「Don't」
作詞・作曲・歌 - NakamuraEmi / 編曲 - カワムラヒロシ
エンディングテーマ「ドーン!やられちゃった節」
作詞 - マイクスギヤマ / 作曲・編曲 - 前田憲男 / 歌 - 高田純次

#### 各話リスト（2017）
太字は前作で放送されたエピソードのリメイク作品。
| 話数   | サブタイトル         | 脚本       | 絵コンテ       | 演出           | 作画監督                                          | お客様                                            | 原作             |
| ------ | -------------------- | ---------- | -------------- | -------------- | ------------------------------------------------- | ------------------------------------------------- | ---------------- |
| 第1話  | 白昼夢               | 福島直浩   | 小倉宏文       | 岩田義彦       | はしもとかつみ                                    | 中島健一（29）・サラリーマン（声 - 江口拓也）     | SALE14           |
| 第1話  | ご利用は計画的に     | 福島直浩   | 小倉宏文       | 岩田義彦       | 大武正枝                                          | 高島ミツコ（31）・OL（声 - 阿澄佳奈）             | -                |
| 第2話  | 温泉奇行             | 福島直浩   | 高柳哲司       | 新井宣圭       | 釘宮洋                                            | 木原志左雄（46）・営業マン（声 - 関俊彦）         | SALE27           |
| 第2話  | マボロシガイシャ     | 福島直浩   | 山岡実         | 新井宣圭       | 釘宮洋                                            | 出社伊夜太（24）・新入社員（声 - 斉藤壮馬）       | -                |
| 第3話  | 弁当戦争             | 福島直浩   | 岩岡夢子       | 木野雄         | 末吉裕一郎小木曽聖矢 白土武 はしもとかつみ 佐藤元 | 甘江優男（27）・サラリーマン（声 - 宮田幸季）     | SALE65           |
| 第3話  | ああ、愛しの583系    | 福島直浩   | 木野雄         | 木野雄         | 末吉裕一郎 はしもとかつみ 進藤満尾 No hyno woo    | 加米良鉄也（49）・営業マン（声 - 金谷ヒデユキ）   | -                |
| 第4話  | プラットホームの女   | 石川あさみ | 大嶋博之       | 大嶋博之       | 富永貞義 李豪世 No hyno woo                       | 直木純一（26）・銀行マン（声 - 羽多野渉）         | SALE10           |
| 第4話  | 走行者天国           | 夏緑       | 細谷秋夫       | 大嶋博之       | 田中保 はしもとかつみ                             | 道原駆（32）・サラリーマン（声 - 三木眞一郎）     | -                |
| 第5話  | 日曜クラブ           | 福島直浩   | 奥村よしあき   | 奥村よしあき   | 石川晋吾                                          | 内名木洋介（58）・サラリーマン（声 - 千葉繁）     | SALE34           |
| 第5話  | 捨てちゃう女         | 夏緑       | 奥村よしあき   | 奥村よしあき   | 石川晋吾                                          | 物餅富美恵（38）・専業主婦（声 - 恒松あゆみ）     | -                |
| 第6話  | かいぶつかします     | 小倉宏文   | 小倉宏文       | 岩田義彦       | 末吉裕一郎 田中保 興石暁                          | 宇土泰造（29）・俳優（声 - 三宅健太）             | 帰ッテキタ 第6話 |
| 第6話  | 今夜も最高           | 福島直浩   | 岩田義彦       | 岩田義彦       | 末吉裕一郎 飯飼一幸 進藤満尾 興石暁               | 銅羅木遊良（22）・大学生（声 - 西山宏太朗）       | -                |
| 第7話  | 化けた男             | 石川あさみ | 大嶋博之       | 新井宣圭       | 釘宮洋                                            | 磯部錦一（36）・サラリーマン（声 - 川島得愛）     | SALE3            |
| 第7話  | ママ友のおきて       | 福島直浩   | パクキョンスン | 伊藤史夫       | 小川一郎 田中保                                   | 静岡希美（35）・パート主婦（声 - 高山みなみ）     | -                |
| 第8話  | 夢に追われる男       | 石川あさみ | 高柳哲司       | 木野雄         | 末吉裕一郎 真島ジロウ はしもとかつみ              | 夢見亜士（49）・シナリオライター（声 - 小山力也） | SALE33           |
| 第8話  | ひげタクシー         | 石川あさみ | 高柳哲司       | パクキョンスン | 末吉裕一郎 大森孝敏                               | 弱腰過（26）・タクシー運転手（声 - 石田彰）       | -                |
| 第9話  | 懐かしの銭湯ツアー   | 石川あさみ | 大嶋博之       | 大嶋博之       | 末吉裕一郎 岩永大蔵                               | 番田井守（30）・無職（声 - 杉田智和）             | SALE75           |
| 第9話  | 研究者はユウウツ     | 福島直浩   | パクキョンスン | 大嶋博之       | 末吉裕一郎 原勝徳                                 | 戸鰐学（40）・非常勤研究員（声 - 子安武人）       | -                |
| 第10話 | 拾ったフィルムのヒト | 福島直浩   | 奥村よしあき   | 奥村よしあき   | 平山智                                            | 田寄内志（34）・現場監督（声 - 杉山紀彰）         | SALE58           |
| 第10話 | ウソ孫               | 石川あさみ | 奥村よしあき   | 奥村よしあき   | 平山智                                            | 老手一人（65）・警備員（声 - 中尾隆聖）           | -                |
| 第11話 | 破滅症患者           | 石川あさみ | 大嶋博之       | 新井宣圭       | 釘宮洋                                            | 落入末雄（39）・サラリーマン（声 - 津田健次郎）   | SALE77           |
| 第11話 | 私はアイドル         | 小倉宏文   | 佐々木忍       | 伊藤史夫       | 末吉裕一郎 原勝徳 岩永大蔵                        | 間々野亜里（36）・ステージママ（声 - 井上喜久子） | -                |
| 第12話 | チャットルームの王様 | 福島直浩   | 志賀翔子       | 志賀翔子       | 真島ジロウ はしもとかつみ                         | 網雲豪（25）・フリーター（声 - 鈴木達央）         | -                |
| 第12話 | ニッポン海外旅行     | 小倉宏文   | 小倉宏文       | 小倉宏文       | 鈴木藤雄                                          | 島井ちか子（36）・OL（声 - 水樹奈々）             | 帰ッテキタ 第8話 |

#### 放送局
| 放送期間                                       | 放送時間                                | 放送局             | 対象地域   | 備考                                               |
| ---------------------------------------------- | --------------------------------------- | ------------------ | ---------- | -------------------------------------------------- |
| 2017年4月3日 - 6月19日                         | 月曜 23:00 - 23:30                      | TOKYO MX           | 東京都     | 製作参加                                           |
| 2017年4月4日 - 6月20日                         | 火曜 1:59 - 2:33（月曜深夜）            | 読売テレビ         | 近畿広域圏 | 『MANPA』第1部                                     |
| 2017年4月5日 - 6月21日                         | 水曜 1:30 - 2:00（火曜深夜）            | BS11               | 日本全域   | BS放送 / 『ANIME+』枠                              |
| 2017年4月8日 - 6月24日                         | 土曜 0:00 - 0:30（金曜深夜）            | アニマックス       | 日本全域   | 製作参加 / BS/CS放送 / 字幕放送 / リピート放送あり |
| 2017年4月18日 - 7月4日                         | 火曜 0:46 - 1:16（月曜深夜）            | チューリップテレビ | 富山県     | 原作者・藤子不二雄Ⓐの出身地                        |
| 2017年5月6日 - 7月22日                         | 土曜 2:30 - 3:00（金曜深夜）            | ミヤギテレビ       | 宮城県     |                                                    |
| 2021年12月27日 - 12月30日                      | 日曜深夜から水曜深夜、4日で連日一挙放送 | 福島放送           | 福島県     |                                                    |
| TOKYO MX、読売テレビ、BS11は『あにめのめ』枠。 |                                         |                    |            |                                                    |

| 配信期間       | 配信時間                     | 配信サイト |
| -------------- | ---------------------------- | --- |
| 2017年4月5日 - | 水曜 0:00 更新               | J:COMオンデマンド dアニメストア Netflix Hulu ひかりTV ゲオチャンネル レオネット アクトビラ ビデオマーケット TSUTAYA TV ビデオパス HAPPY!動画 みるプラス U-NEXT アニメ放題 dTV ニコニコチャンネル フジテレビオンデマンド バンダイチャンネル Playストア GYAO! 楽天SHOWTIME |
|                | 水曜 12：00 更新             | DMM.com |
|                | 水曜 0:30 - 1:00（火曜深夜） | AbemaTV 新作アニメch |

| TBS系 ギミア・ぶれいく内アニメ    | TBS系 ギミア・ぶれいく内アニメ                     | TBS系 ギミア・ぶれいく内アニメ |
| 前番組                            | 番組名                                             | 次番組                         |
| --------------------------------- | -------------------------------------------------- | ------------------------------ |
| -                                 | 笑ゥせぇるすまん（第1期）                          | 八百八町表裏 化粧師            |
| 八百八町表裏 化粧師               | 笑ゥせぇるすまん（第2期）                          | さすらいくん                   |
| さすらいくん                      | 笑ゥせぇるすまん（第3期）                          | （ギミア・ぶれいく終了）       |
| TOKYO MX 月曜23:00 - 23:30枠      |                                                    |                                |
| 進撃の巨人 オリジナルリマスター版 | 笑ゥせぇるすまんNEW 【同番組より『あにめのめ』枠】 | 妖怪アパートの幽雅な日常       |

## テレビドラマ

### TBS版
1992年9月15日、21:00 - 22:54にTBS番組『ギミア・ぶれいく』内にて「藤子不二雄Ⓐの笑ゥせぇるすまん実写版　夢に追われる男」のタイトルで放送された。全1回。主役の喪黒は着ぐるみ（声 - 大平透）であった。

#### キャスト
- 喪黒福造（声 - 大平透）
- 奥田瑛二
- 芦田伸介
- 諸岡菜穂子
- 風吹ジュン
- 安達祐実
- 藤子不二雄Ⓐ

#### スタッフ
- 脚本：吉本昌弘
- 演出：安孫子素雄（藤子不二雄Ⓐ）
- 音楽：田中公平
- 主題歌：「みんな夢の中」 歌 - 高田恭子 / 作詞・作曲 - 浜口庫之助
- 制作・放送：TBS

### テレビ朝日版
1999年にテレビ朝日系列「サタデードラマ」枠でテレビドラマ化され、同年6月26日から9月18日まで放送された。全10回、平均視聴率8.4%。
喪黒役には伊東四朗が起用された。最初このオファーがあった時に伊東は「アニメは大平透さんで人口に膾炙しているので、そこに私が割り込んでも誰も見てくれない」として真っ先に断ったが、その後藤子Ⓐ本人から直接「断ったそうだね」と電話があり、「喪黒を出来るのはあんたしかいないんだから」として、やってくれと説得されて最後には承諾したという。伊東は喪黒を演じるにあたって「この喪黒という男性は絶対に瞬きをしない人間だと思った」との見解を持っていたが、そのことを番組スタッフなどに伝えずにいたためドラマの撮影中に瞬きをしてしまった伊東が自分でNGを申請し、周囲が不思議に思ったことが何度かあったという。
各話の「お客様」には知名度の高い俳優を起用した。なお、藤村俊二が演じる「魔の巣」のマスターは当初は原作・アニメ版と同様に一切しゃべらず、喪黒と客のやり取りにも無関心であったがシリーズ後半では会話をするようになる。また梨花が演じるドラマのオリジナルキャラクター・「魔の巣」の助手も当初は怪しいジェスチャーをとるだけであったが、シリーズ後半にはマスター同様会話をするキャラクターに変更されている。
映像ソフト化、ネット配信は行われていない。

#### キャスト
- 喪黒 福造 - 伊東四朗
- バー魔の巣のマスター - 藤村俊二
- マスターの助手の蘭丸 - 梨花
- 全話に異なる役で出演 - 飯田基祐

#### スタッフ（ドラマ）
- 脚本協力：松野泉
- プロデューサー：高橋勝、中嶋豪
- チーフプロデューサー：五十嵐文郎[13]
- 音楽：e-KLAY 1999
- 制作：テレビ朝日、CUC

#### 受賞歴
- 第22回ザテレビジョンドラマアカデミー賞
  - ザテレビジョン特別賞

#### 主題歌（ドラマ）
オープニングテーマ - 「Dear...My love」
作詞 - KEN / 作曲 - KEN / 編曲 - D-SHADE / 歌 - D-SHADE
エンディングテーマ - 「モグロのサンバ」
作詞 - 藤子不二雄Ⓐ / 作曲 - MASAKI / 編曲 - MASAKI、加藤みちあき / 歌 - 喪黒福造 with ダイナマイトSHU
挿入歌 - 「ふたりなら（single version）」
作詞・作曲・歌 - 山口由子

#### 各話リスト（ドラマ）
| 話数                                                      | サブタイトル              | 脚本       | 監督     | ゲスト出演者 | 原作   | 視聴率 |
| --------------------------------------------------------- | ------------------------- | ---------- | -------- | --- | ------ | ------ |
| SALE1                                                     | ココロ痴漢                | 吉田玲子   | 江崎実生 | 当前凡一（橋爪功） 秋葉ミチル（新山千春） 上田部長（布施博） 当前庸子（野際陽子） | SALE71 | 14.0%  |
| SALE2                                                     | シルバーバンク            | 吉田玲子   | 原隆仁   | 加手井延満（薬丸裕英） 加手井まどか（南野陽子） 軽井沢（近藤芳正） 加手井の上司（綾田俊樹） 加手井ケン一（松崎駿司） 大久保彦エ門（桂小金治）                                                           | SALE39 | 9.0%   |
| SALE3                                                     | 化けた男                  | 高橋ナツコ | 池添博   | 磯部錦一（春風亭小朝） 磯部梨江（松下由樹） 田辺朋美（柴田理恵） 磯部錦（坂野令奈） 豊島茂（赤井英和）                                                                                                  | SALE3  | 8.4%   |
| SALE4                                                     | ダミイ                    | 前川淳     | 中嶋豪   | 矢和井一夫（柳沢慎吾） 羽仁絹子（斎藤陽子） ジニー（ジャニカ・サウスウィック） 編集者（岡山はじめ） バー「灯」のママ（五月みどり）                                                                      | SALE49 | 8.3%   |
| SALE5                                                     | 5時からCLUB               | 前川淳     | 原隆仁   | 夕柄遊一郎（中村梅雀） 夕柄季美代（原日出子） ルミ（釈由美子） 井上（前原一輝） 古川（斉藤暁） 山田（モト冬樹）                                                                                         | SALE79 | 8.2%   |
| SALE6                                                     | 主婦タレント              | 吉田玲子   | 池添博   | 瓜田志代（野川由美子） 瓜田ナス夫（平泉成） 藤原紀子（松本留美） 良所（遠山俊也） 鍋蓋ミエ（絵沢萌子） 意地目マスヨ（菅井きん）                                                                         | SALE74 |        |
| SALE7                                                     | 言いたいことを思いきって… | 高橋ナツコ | 中嶋豪   | 日久津倉三（峰竜太） 日久津勝子（深浦加奈子） 井上部長（こぐれ修） 椎名（三鴨絵里子） 撫子（かたせ梨乃）                                                                                                | SALE69 | 6.9%   |
| SALE8                                                     | マンガニア                | 前川淳     | 真船匡氏 | 中念宅次（地井武男） 中念恵子（重田千穂子） 鹿島直子（松尾れい子） 鑑定士（鈴木清順） マンガニア店長（奥村公延）                                                                                        | SALE35 | 6.1%   |
| SALE9                                                     | スタア病患者              | 吉田玲子   | 中嶋豪   | 色町イチロー/一村ジロー（京本政樹） 青木彩（細川ふみえ） 赤井（阿南健治） 警備員（大川浩樹） 秋元レポーター（梨元勝） 加奈子（丸川珠代） 女優（緒沢凛） 有名タレント（ラッキィ池田） 聖ユキ（青田典子） | SALE76 | 6.0%   |
| SALE10                                                    | たのもしい顔              | 吉田玲子   | 池添博   | 頼母雄介（林隆三） 頼母純子（水島かおり） 軽部明（笑福亭鶴光） 常盤（高橋ひとみ） | SALE9  | 6.3%   |
| 平均視聴率 8.4%（視聴率は関東地区・ビデオリサーチ社調べ） |                           |            |          | |        |        |

## 配信ドラマ

### テレビ東京版（PrimeVideo）
2025年7月18日よりAmazon Prime Videoで、全12話を3週にわけて配信。
2025年7月18日から30日までの期間限定で、横浜・みなとみらいランドマークプラザにあるコラボカフェ「Cafe Fan Base」にて「笑ゥせぇるすまんカフェ ～♡オナカのスキマ…お埋めします～」を開催。番組をテーマにした限定フードやドリンクを提供するほか、等身大の喪黒福造と写真が撮れるフォトスポット、ドラマ撮影で使用した小道具も展示。関連書籍などを販売するポップアップショップも併設された。

#### キャスト（ドラマ2025）
- 喪黒 福造 - 秋山竜次（ロバート）
- 魔の巣マスター - 五頭岳夫［#3,4,6,7,12］

#### スタッフ（ドラマ2025）
- 原作 - 藤子不二雄Ⓐ「笑ゥせぇるすまん」
- 脚本／構成 - 宮藤官九郎、マギー、細川徹、岩崎う大（かもめんたる）
- 演出 - 伊藤征章（FCC）、長部洋平、山本大輔、佐々木詳太
- チーフプロデューサー - 山鹿達也（テレビ東京）、伊藤征章（FCC）
- プロデューサー - 北川俊樹（テレビ東京）、鳥越一暢、大瀬花恵（FCC）
- 制作 - テレビ東京、FCC
- 製作著作 - ドラマ「笑ゥせぇるすまん」製作委員会

#### 主題歌（ドラマ2025）
エンディングテーマ「モグリズム」
作曲・編曲 - ヒゲドライバー

#### 各話リスト（ドラマ2025）
| 話数 | サブタイトル                  | 配信開始日     | 脚本       | 演出       | ゲスト出演者 | 原作   |
| ---- | ----------------------------- | -------------- | ---------- | ---------- | --- | ------ |
| #1   | たのもしい顔                  | 2025年 7月18日 | 宮藤官九郎 | 佐々木詳太 | 頼母子雄介 - 山本耕史 松澤一之、瀬戸さおり、大河内浩、かのうみゆ、坂東希、鈴木達也、原池優 | SALE9  |
| #2   | シーソーゲーム                | 2025年 7月18日 | 宮藤官九郎 | 長部洋平   | 肌野羽里世 - 斉藤由貴 庵地英治 - 千葉雄大 バーテンダー - 前野朋哉 當間ローズ |        |
| #3   | ソックリさん                  | 2025年 7月18日 | マギー     | 長部洋平   | 三重岳ハルオ - 本郷奏多 高嶺華／造田花（二役） - あの ドッペルゲンガー - 丸山礼、関口メンディー 崎山つばさ、足立英、篠原悠伸、NOA | SALE68 |
| #4   | 決断ステッキ                  | 2025年 7月18日 | 細川徹     | 佐々木詳太 | 大井真宵 - 黒島結菜 中井千聖、若月佑美、廣瀬智紀 | SALE28 |
| #5   | 夢の一発屋 ーモグリズムIー    | 7月25日        | 宮藤官九郎 | 佐々木詳太 | 石田重廣（本人役） - 石田重廣 保科有里（本人役） - 保科有里 黒沢年雄（本人役：画像と声のみ） - 黒沢年雄 橋幸夫（本人役）- 橋幸夫 平浩二（本人役）- 平浩二 畑美紗起、林祐衣、運上弘菜、まなこ、ANITA、たかみち店長、野田悠月、三好なこ、長部稀（テレビ東京アナウンサー）                         |        |
| #6   | デトックスヒロイン            | 7月25日        | マギー     | 山本大輔   | 本音ユウ子 - 井桁弘恵 ユウ子の彼氏 - カルマ ユウ子のおっかけ - かもめんたる スッポングランプリ司会 - 吉田ウーロン太 短論、MarinSaeki、MAYA 「#8 借りパクの泉」より - 中川大志、西堀文、速瀬愛                                                                                                   |        |
| #7   | 地下アイドル ーモグリズムIIー | 7月25日        | マギー     | 山本大輔   | 森コミスギー - 髙嶋政伸 目黒川ルームシェア娘.25 - OCHA NORMA ヨッチ - 米村姫良々 フーちゃん - 西﨑美空 北原もも ミイちゃん - 筒井澪心 よこた - 大水洋介（ラバーガール） てっぺい右利き、チャーリーいたがき、MarinSaeki、MAYA 「#5 夢の一発屋 ーモグリズムIー」より（回想） - 石田重廣、保科有里 |        |
| #8   | 借りパクの泉                  | 7月25日        | 宮藤官九郎 | 佐々木詳太 | 貸作公平 - 中川大志 借杉友一 - 三浦獠太 かりのだいさく - 丈太郎 パク - 朴聖賢 西堀文、速瀬愛、MarinSaeki、MAYA、水原恵理（テレビ東京アナウンサー） 「#6 デトックスヒロイン」より - 井桁弘恵 |        |
| #9   | イン主婦エンサー              | 8月1日         | マギー     | 伊藤征章   | 飯根星夜 - 仲間由紀恵 飯根一真 - 野間口徹 友松栄、越路隆之、小川隆将、野口雄介 | SALE74 |
| #10  | 海馬ガム                      | 8月1日         | マギー     | 長部洋平   | 顔出カタル - 國村隼 ドラマ共演俳優 - 小沢真珠 脇田 - 皆川猿時 ドラマ監督 - マギー 池田良、稲川実代子、若林元太、明樂哲典、北川宏美、八木橋ゆり、リリー |        |
| #11  | ホワイト上司                  | 8月1日         | 岩崎う大   | 山本大輔   | 白川かぶる - 勝地涼 はらだ - 本多力 さいとう - 森下紫温 長谷川朝晴、平野綾、木﨑ゆりあ、伊藤雨音、松田剛哉、丸谷南風、松尾隆成 |        |
| #12  | サブスクおじいちゃん          | 8月1日         | 細川徹     | 伊藤征章   | 加手井守 - 濱田岳 守の妻 - 橋本マナミ 守の息子 - 城山奏 大久保彦三郎 - 小日向文世 でんでん／第2でんでん（本人役） - でんでん 笹野高史（本人役） - 笹野高史 小林まさる、鎌田規昭、まぁみ | SALE39 |

## パチンコ・パチスロ
パチンコ
- CR笑ゥせぇるすまん（2000年）
- CR笑ゥせぇるすまん2（2002年）
- CR笑ゥせぇるすまん3（2005年）
- CR笑ゥせぇるすまん（2009年）
- CR笑ゥせぇるすまん〜欲望の大都会〜（2012年)

以上は奥村遊機より発売。
- CR笑ゥせぇるすまん ドーンといきまSHOW（2019年）
- P笑ゥせぇるすまん 最後の忠告（2020年）

以上はSansei R&Dより発売。
パチスロ
- パチスロ笑ゥせぇるすまん（2011年）
- パチスロ笑ゥせぇるすまん2（2013年）
- パチスロ笑ゥせぇるすまん3〜笑撃のドーン〜（2017年）
- S笑ゥせぇるすまん絶笑（2020年）
- S笑ゥせぇるすまん4（2022年）

いずれも三洋物産より（「S笑ゥせぇるすまん絶笑」は同社のサンスリーブランドから）発売。

## ゲーム
- ディスクステーション98収録ソフト
- メガCDソフト『藤子不二雄Ⓐの笑ゥせぇるすまん』
  - 本作品のアドベンチャーゲームがコンパイルよりPC-9800シリーズ用に3作、MSX2シリーズ用に1作、セガよりメガCD用に1作発売されている（開発はコンパイル）。原作・アニメからいくつかのエピソードが登場し、各エピソードのお客様を操作して選択肢や探索、ミニゲームを通してさまざまな結末を迎えるマルチエンディングのゲーム。いくつかハッピーエンドのパターンもあるが、中には喪黒の「ドーン!!!!」すら受けずに不幸になってしまうエンディングも存在する。
- キャバ嬢っぴ
  - レベルファイブ発売のiモードキャバ嬢育成ゲームで、2010年4月1日のバージョンアップよりコラボレーションとして登場。『社長 島耕作』の島耕作、『笑ゥせぇるすまん』の喪黒福造、『サラリーマン金太郎』の矢島金太郎、『釣りバカ日誌』のハマちゃんとスーさんの5人が客として登場している[27]。
- ガールズRPG シンデレライフ
  - レベルファイブ発売のニンテンドー3DS用ソフト。超豪華コラボレーションキャラクターとして、『キャバ嬢っぴ』と同様にさまざまなキャラクターが登場している[28]。

## プラモデル
1990年にバンダイより発売。ゼンマイで歩く。番組中に配る名刺と同じものが2枚付いていた。

## 舞台
2020年4月23日から5月3日にかけて東京・品川プリンスホテル ステラボール、2020年5月7日から10日にかけて兵庫・AiiA 2.5 Theater Kobeにて『「笑ゥせぇるすまん」THE STAGE』として公演が予定されていたが、2019新型コロナウイルスの影響により全公演中止。
翌年の2021年3月26日〜4月11日に改めて上演され、一部を除くキャスト、スタッフは続投し、新たに松田昇大、石橋弘毅、澤田育子を迎え、東京・品川プリンスホテル ステラボールにて上演。

### スタッフ（2021年版）
- 脚本：白鳥雄介（Stokes/Park）
- 演出・作詞・作曲：小林顕作
- 編曲・劇伴：遠藤ナオキ
- 振付：足立夏海
- 美術：片平圭衣子
- 照明：坂本明浩
- 音響：中島正人
- 映像：ワタナベカズキ
- 衣裳：及川千春
- ヘアメイク：宮内宏明
- 小道具：清水克晋
- 歌唱指導：詩菜
- 殺陣指導：森貞文則
- 演出助手：白鳥雄介／山科連太郎
- 舞台監督：金安凌平
- 宣伝美術：江口伸二郎
- 宣伝写真：西村裕介
- 制作：ネルケプランニング
- 主催：笑ゥせぇるすまんNEW製作委員会

### 出演（2021年版）
- 喪黒福造役：佐藤流司
- 松田昇大（2020年版出演予定：田村升吾）
- 石橋弘毅（2020年版出演予定：山﨑晶吾）
- 富岡晃一郎
- 澤田育子（2020年版出演予定：野口かおる）
- 南誉士広
- 池村匡紀
- 藤村聡
- 掛川僚太
- 伊藤彩夏
- 露詰茉悠

※数話をオムニバス形式にて上演のため、喪黒以外のキャストは統一した役は無く、各話で異なるそれぞれがキャラクターを演じている。
DVD化の予定はないものの、上演期間中のライブ配信および、MIRAILによる無期限の配信、また劇中歌の音楽配信も行われている。

## コマーシャルなど
2000年と2001年にビジネス・ソフトウェア・アライアンス（BSA）と社団法人コンピュータソフトウェア著作権協会（ACCS）の2団体が共同で行った「違法コピー撲滅キャンペーン」で、ソフトの違法コピーを貸し借りしていた会社員を喪黒が「ドーン!!!!」という呪文とともに奈落の底に突き落とし、最後に「コンピュータソフトの違法コピーは犯罪ですよ。ホーッホッホッホッホッホ」と警告するテレビCMが放送された。
東京都悪徳商法防止啓発テレビCM（1991年）、東海旅客鉄道（JR東海）「きっぷは必ず目的地まで」ポスター（2003年）、東日本旅客鉄道（JR東日本）犯罪防止啓発ポスター（1999年、管内各都県警察と合同）、千葉県警市川署振り込め詐欺被害防止啓発ポスター（2009年）、覚せい剤乱用防止啓発ビデオ、NECファクシミリ「Speax5」広告、石川県加賀市温泉旅館ローカルテレビCM、パナソニック「テレビドアホン“家じゅうどこでもドアホン”」（2013年）広告、日本たばこ産業（JT）による「スーシャルディスタンス」キャンペーンのWeb CM（2023年）などに用いられた。
サントリー黒烏龍茶広告（2011年）は原作をアニメーション化した内容で、大平の声で喪黒が「脂肪にドーン」と唱え客としてキャラクター化された榊原郁恵、彦摩呂、高橋英樹、山崎弘也（アンタッチャブル）、アントニオ猪木、哀川翔、加山雄三らが登場するCMが第7弾まで商品サイトで公開された。

## 喪黒福次郎の仕事
『笑ゥせぇるすまん』の外伝として『喪黒福次郎の仕事』という作品がある。内容は、喪黒福造の弟の福次郎が「痴漢に間違えられた」「ゴルフ中の不正を部下に見られた」など困っている人を素直に助けるというもの。だが、まれに人助けが行きすぎて後々には客が不幸になってしまうような話もある（例「福次郎によって男性はホテルで女性を振り向かせることに成功するが、下では男性の妻が部屋を訪ねていた」など）。
作者は『笑ゥせぇるすまん』を書いている時に「どうやって客を陥れようかという考えにばかり陥ってしまい、自分自身が喪黒福造になっていくような気がした」という。そんな時、本当に困っている人を助ける福次郎を思い付いた作者は、本作のことを「心と体にとてもいい仕事だった」と気に入っていたという。
文藝春秋『カピタン』で1997年から連載されたが、雑誌が廃刊になったため、1998年に全12話、単行本全1巻で終了した。その後、中央公論新社から2006年に文庫化、2014年にコンビニコミック化されている。
2017年現在は小学館から電子書籍化されている。